# Rovon
Rovon est une commune française située au pied du massif du Vercors, dans le département de l'Isère en région Auvergne-Rhône-Alpes et autrefois rattachée au Dauphiné.
La commune, de dimension modeste, essentiellement rurale et agricole, est adhérente à la communauté de communes de Saint-Marcellin Vercors Isère Communauté dont le siège est situé à Saint-Marcellin, ainsi qu'au Parc naturel régional du Vercors.
Le village fut une place d'importance durant le Moyen Âge et son châtelain, représentant le Dauphin, contrôlait, outre la paroisse de Rovon, les paroisses voisines de Saint-Gervais jusqu'à la paroisse de Saint-Joseph-la-Rivière rebaptisée sous le nom de La Rivière. Ses habitants se dénomment les  Rovonnais.

## Géographie

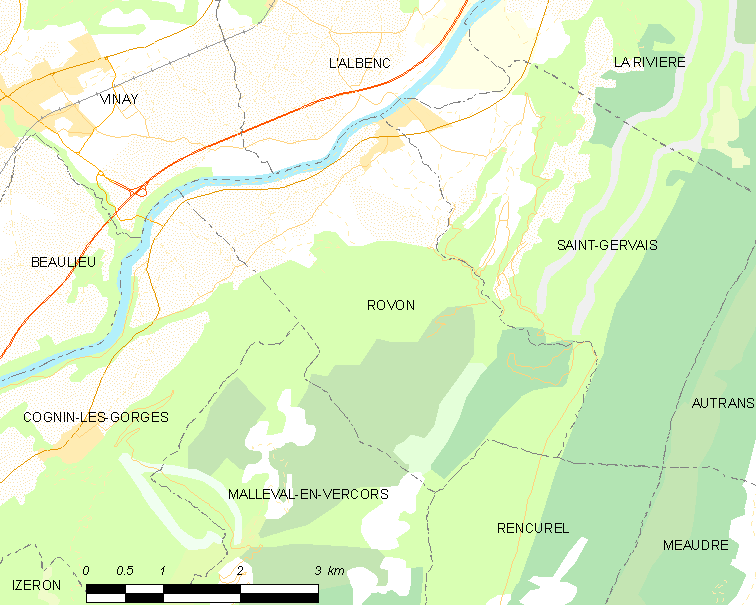
Plan du territoire de Rovon

### Situation
La commune est située dans le canton du Sud Grésivaudan au pied nord du massif du Vercors sur la rive gauche de la rivière Isère.
Le bourg est par ailleurs surplombé par le Bec de Neurre qui culmine à 1 474 mètres d'altitude.

### Description
Le bourg ancien s'est édifié en grande partie sur une petite élévation qui borde l'ancienne route royale puis nationale qui va de Grenoble à Valence. Cette partie de vallée abrite de grande noyeraies, la noix étant une spécialité agricole de la région et distribuée sous l'appellation de « noix de Grenoble ».
Le territoire communal est limité à l'ouest par le cours de l'Isère, au nord par celui de la Drevenne qui s'écoule depuis le site du canyon des Écouges. Le village est donc bordé à l'est par les falaises de la partie septentrionale du massif du Vercors, mais son territoire s'étend au-delà de ces falaises jusqu'au site des Écouges qui forme la partie nord du massif forestier des Coulmes.

### Géologie
Au niveau de la partie orientale de Rovon, au nord-ouest du rebord du Vercors, des affleurements d'Urgonien émergent des alluvions de l'Isère, au niveau du lit de la rivière, le long de la route nationale. Ces affleurements représentent des repères sur le tracé du prolongement de l'anticlinal du Nan en direction de l'anticlinal de Poliénas.
Le canyon des Écouges correspond à la sortie de la Drevenne du massif du Vercors. Le torrent franchit la ligne des falaises urgoniennes du flanc oriental de l'anticlinal des Coulmes par une entaille impressionnante par sa hauteur de chute et son étroitesse, connu sur le plan touristique sous le nom de canyon des Écouges.

#### Sites géologiques remarquables
La « terrasse fluvio-glaciaire du Seuil de Rovon » est un site géologique remarquable de 48,79 hectares qui se trouve sur les communes de Rovon et de Saint-Gervais (aux lieux-dits Pacalière et Pierre-Mouton). En 2014, ce site d'intérêt géomorphologique est classé « deux étoiles » à l'« Inventaire du patrimoine géologique ».

### Communes limitrophes
| Vinay             | L'Albenc            |               |
|                   | Rovon               | Saint-Gervais |
| Cognin-les-Gorges | Malleval-en-Vercors | Rencurel      |

### Climat
Pour des articles plus généraux, voir Climat d'Auvergne-Rhône-Alpes et Climat de l'Isère.
En 2010, le climat de la commune est de type climat des marges montargnardes, selon une étude du Centre national de la recherche scientifique s'appuyant sur une série de données couvrant la période 1971-2000. En 2020, Météo-France publie une typologie des climats de la France métropolitaine dans laquelle la commune est exposée à un climat de montagne ou de marges de montagne et est dans la région climatique Alpes du nord, caractérisée par une pluviométrie annuelle de 1 200 à 1 500 mm, irrégulièrement répartie en été.
Pour la période 1971-2000, la température annuelle moyenne est de 12,3 °C, avec une amplitude thermique annuelle de 19,2 °C. Le cumul annuel moyen de précipitations est de 1 168 mm, avec 9,6 jours de précipitations en janvier et 7,1 jours en juillet. Pour la période 1991-2020, la température moyenne annuelle observée sur la station météorologique de Météo-France la plus proche, « Chatte_sapc », sur la commune de Chatte à 15 km à vol d'oiseau, est de 12,0 °C et le cumul annuel moyen de précipitations est de 967,8 mm,. Pour l'avenir, les paramètres climatiques de la commune estimés pour 2050 selon différents scénarios d'émission de gaz à effet de serre sont consultables sur un site dédié publié par Météo-France en novembre 2022.

### Hydrographie

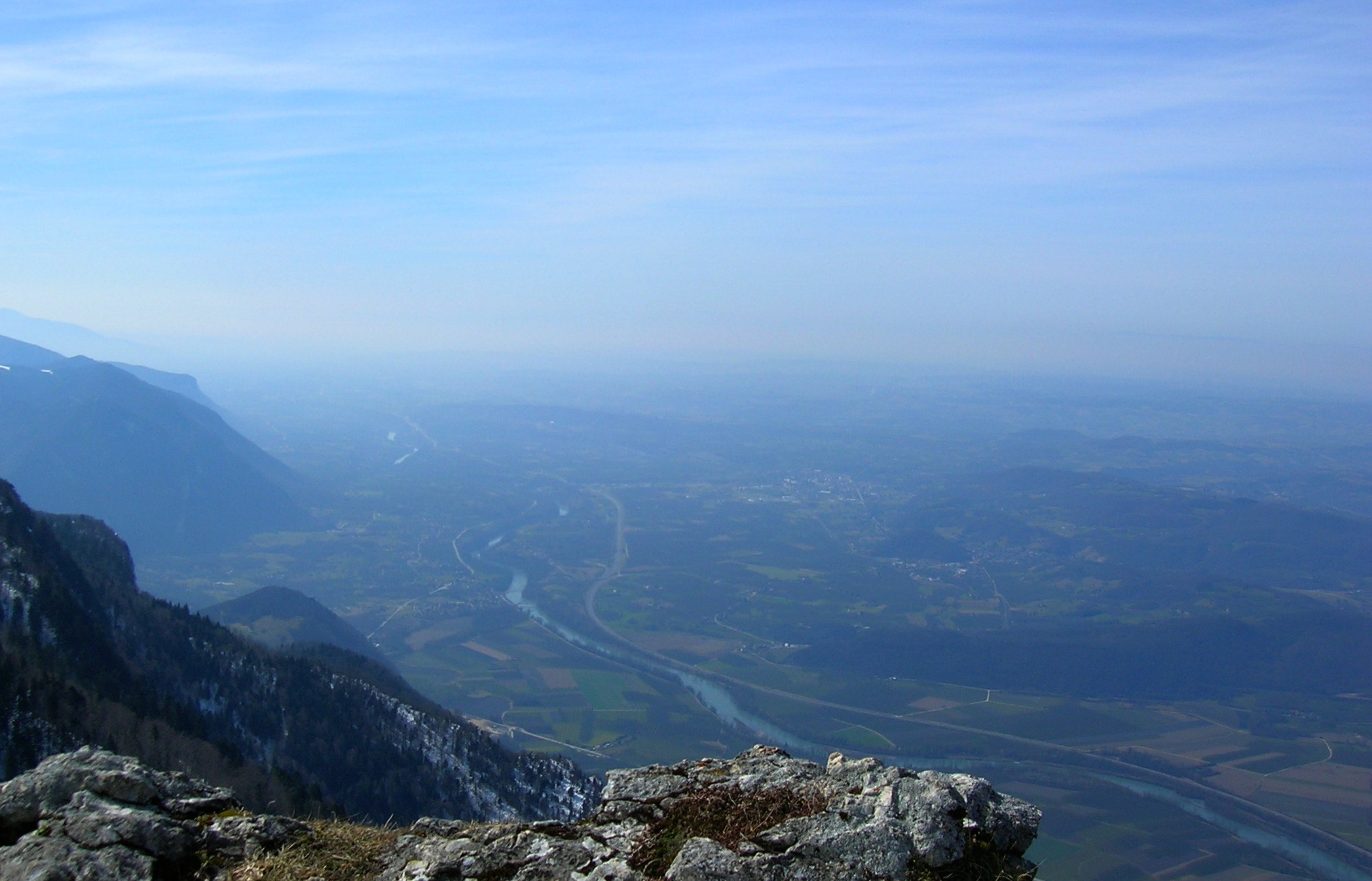
Saint-Gervais et Rovon à gauche dans la vallée de l'Isère.

Le territoire de la commune est longé par une rivière notable mais aussi sillonné par de nombreux ruisseaux.
L'Isère, un affluent important en rive gauche du Rhône. Elle prend sa source dans le massif des Alpes, en Savoie. Celle-ci borde le territoire communal au nord et au nord-ouest, ainsi que :
La Drevenne, affluent de l'Isère est un torrent de 9,3 km de longueur qui prend sa source au Col de Romeyère (1 068 m) sur le territoire de la commune de Rencurel avant de rejoindre l'Isère au nord du territoire de Rovon. Ce cours d'eau marque la limite territoriale de la commune de Rovon avec celle de Saint-Gervais et creuse de profondes gorges dénommées canyon des Écouges entre ces deux communes riveraines. Il compte également deux affluents : la Racleterre est un modeste ruisseau affluent de la Drevenne et un sous affluent de l'Isère et le Ruissant est un modeste ruisseau, affluent de la Drevenne et un sous affluent de l'Isère.

### Voies de communication
Le village possède dix kilomètres de voirie communale et est traversé par deux routes départementales : D 1532 et D 35A.

#### La route Grenoble-Valence
L'ancienne route nationale 532 ou « route de Grenoble à Valence » est une route nationale française reliant Saint-Péray (Ardèche) à Grenoble (Isère). Celle-ci travers le territoire communal depuis le nord-est en limite de la commune de Saint-Gervais, vers le sud-ouest, en limite de la commune de Cognin-les-Gorges.
En 2006, la route nationale 532 a été déclassée dans tout le département de l’Isère en route départementale route départementale 1532 ou « RD 532 ».

### Transport en commun

#### Transport par autocar
Une ligne du Réseau interurbain de l'Isère dessert la commune :
- Ligne 5000 : Pont-en-Royans ↔ Grenoble :

Un arrêt de cette ligne d'autocar est situé sur le territoire de la commune (route de Rovon)
- vers Grenoble
- vers Pont-en-Royans.

#### Transport ferroviaire
La gare ferroviaire la plus proche est la gare de Vinay de la ligne de Valence à Moirans, desservie par les trains TER Auvergne-Rhône-Alpes, en provenance de Valence-Ville et à destination de Grenoble et de Chambéry-Challes-les-Eaux.

## Urbanisme

### Typologie
Au 1er janvier 2024, Rovon est catégorisée commune rurale à habitat dispersé, selon la nouvelle grille communale de densité à sept niveaux définie par l'Insee en 2022.
Elle est située hors unité urbaine. Par ailleurs la commune fait partie de l'aire d'attraction de Grenoble, dont elle est une commune de la couronne,. Cette aire, qui regroupe 204 communes, est catégorisée dans les aires de 700 000 habitants ou plus (hors Paris),.

### Occupation des sols
L'occupation des sols de la commune, telle qu'elle ressort de la base de données européenne d’occupation biophysique des sols Corine Land Cover (CLC), est marquée par l'importance des forêts et milieux semi-naturels (69,5 % en 2018), en augmentation par rapport à 1990 (67,8 %). La répartition détaillée en 2018 est la suivante : 
forêts (65,3 %), zones agricoles hétérogènes (18,8 %), cultures permanentes (7,7 %), milieux à végétation arbustive et/ou herbacée (4,2 %), eaux continentales (2,3 %), zones urbanisées (1,6 %), prairies (0,1 %). L'évolution de l’occupation des sols de la commune et de ses infrastructures peut être observée sur les différentes représentations cartographiques du territoire : la carte de Cassini (XVIIIe siècle), la carte d'état-major (1820-1866) et les cartes ou photos aériennes de l'IGN pour la période actuelle (1950 à aujourd'hui).

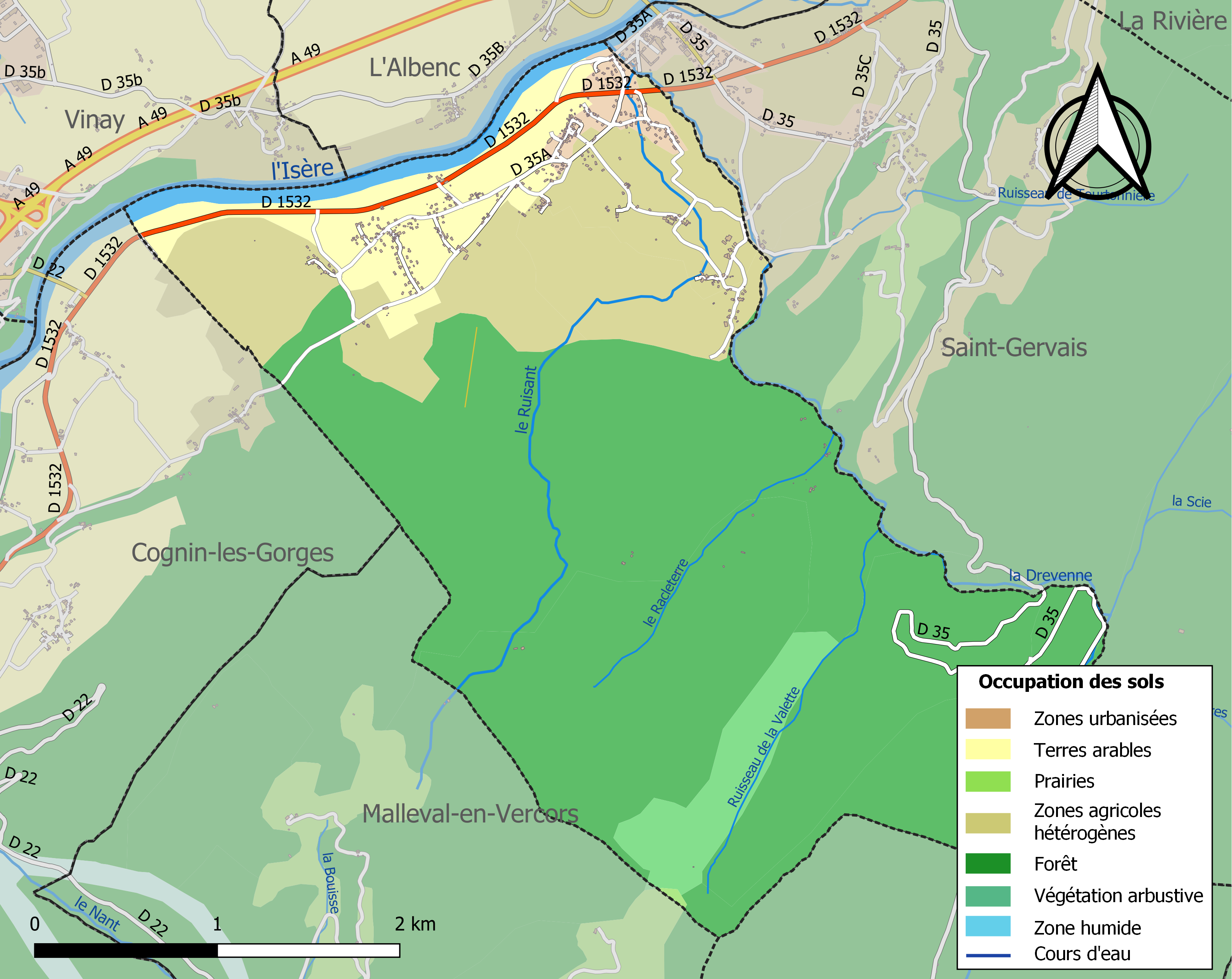
Carte des infrastructures et de l'occupation des sols de la commune en 2018 (CLC).

### Morphologie urbaine
Le territoire communal s'étend entre la plaine de l'Isère et les pentes occidentales du massif du Vercors et comprend un petit bourg central, entouré de nombreux hameaux.

### Hameaux, lieux-dits et écarts
Voici, ci-dessous, la liste la plus complète possible des divers hameaux, quartiers et lieux-dits résidentiels urbains comme ruraux, ainsi que les écarts qui composent le territoire de la commune de Rovon, présentés selon les références toponymiques fournies par le site géoportail de l'Institut géographique national.
- Biot
- le Mollard
- Chamounier
- les Buissières
- les Rez
- le Néron
- la Combe
- Barat
- Moiroudière
- les Rivoires
- les Gélinières
- la Baratière
- les Charrets
- la Coche
- le Grand Champ
- Campelou
- Pré-clos
- Chaumartin

### Eau et assainissement
L'eau et les assainissements du village sont gérés par la communauté de communes "Vercors Isère Communauté" regroupant trois anciens cantons : Vinay, Saint-Marcellin et Pont-en-Royans.

### Risques naturels et technologiques

#### Risques sismiques
L'ensemble du territoire de la commune de Rovon est situé en zone de sismicité no 4 (sur une échelle de 1 à 5), comme la plupart de ses communes voisines, notamment celles du massif du Vercors.
| Type de zone | Niveau            | Définitions (bâtiment à risque normal) |
| ------------ | ----------------- | -------------------------------------- |
| Zone 4       | Sismicité moyenne | accélération = 1,6 m/s2                |

## Toponymie
Selon André Plank, auteur d'un ouvrage sur l'étymologie des communes de l'Isère, le nom de Rovon dériverait du latin Robur qui désignerait le « chêne rouvre » (Quercus petraea), un arbre connu pour sa robustesse et très répandu en Gaule, puis en France. Il est possible que son nom dérive du fait qu'il s'agissait d'un lieu de récolte des écorces de cet arbre, lesquelles sont très utiles pour procéder au tannage des peaux.

## Histoire

### Préhistoire et Antiquité
Les premières traces d'occupation sur le territoire de Rovon remontent au Mésolithique Moyen. En 1993, la découverte d'un site préhistorique exceptionnel à Rovon au « Pas-de-l'échelle » a apporter de nombreuses connaissances sur la préhistoire en Isère. Plusieurs campagnes de fouilles archéologiques ont été effectuées depuis 1994 par Pierre Bintz puis J.-J. Millet sur ce lieu de passage vers le massif du Vercors. Sur une stratigraphie de 4 mètres, les fouilles ont révélé une occupation du Mésolithique moyen, du néolithique ancien et moyen, de l'âge du bronze, de l'âge du fer et de l'époque romaine. Cet abri à flanc de montagne peut être interprété comme un lieu de passage utilisé pour la chasse et l'exploitation de matières locales.
La découverte d'objets dont des pointes de flèches, mais surtout de nombreux fragments d'animaux, ont permis d'étudier la faune sur l'ensemble de la période d'occupation. Ces os d'animaux ont été étudiés par Thierry Argant et révèlent ainsi, pour mésolithique, une activité portée sur la chasse au cerf tandis que pour l'Antiquité, il s'agit d'une activité de pâturage pour des animaux domestiques.
Ce site est utilisé de manière saisonnière au Ier siècle av. J.-C. et au Ier siècle apr. J.-C. Un abri gallo romain est construit et utilisé jusqu'au IVe siècle, ce qui laisse supposer plus qu'une simple activité de pâturages. Plusieurs vestiges de cet abri ont été découverts notamment des trous de poteau, des fragments de tuiles, des dalles de pierre servant à délimiter des foyers et un muret en pierre sèche. Plusieurs objets ont aussi été mis au jour parmi lesquels une fibule, des céramiques, des céramiques sigillées, des pots et marmites, des fragments de verre, mais aussi deux bagues dont une avec intaille représentant le dieu Eros. Ces objets sont aujourd'hui conservés au musée dauphinois de Grenoble et ont fait l'objet d'une première étude par Colette Laroche en 2013.

### Moyen Âge et Renaissance
La première mention écrite de Rovon date du XIIe siècle. À cette période, le village est composé de trois entités : un château, une église et un bourg fortifié.
Les premières sources écrites concernant le château de Rovon mentionnent qu'il fait partie des biens des seigneurs d'Iseron. À la fin du XIIe siècle, il entre dans les possessions de la famille de Sassenage avant d'être transmis par Guillaume de Sassenage au dauphin, Guigues VII, en 1251. L'installation du dauphin dans le château de Beauvoir crée un lien avec celui de Rovon du fait de leur proximité. Rovon sert notamment dans l'approvisionnement de marchandises à Beauvoir¹. Un châtelain est nommé par le dauphin et exerce son autorité sur le mandement de Rovon. Un procès de 1377 fait apparaître les limites de ce mandement s'étendant de Rovon à la limite des mandements voisins de La Rivière, Rencurel, Vinay, Saint-Quentin et Châteauneuf de l'Albenc. En tant que mandement, on retrouve un four banal et la justice y est rendue sous un tilleul du village. Le château contrôlait aussi un port, « portum Rovonis», situé aujourd'hui sur la commune de Saint-Gervais-le-Port.
L'évêque Jean de Chissé passa le 30 janvier 1340 au château de Rovon à l'occasion d'une grande visite pastorale. Entre cette date et la fin du XVe siècle, peu de travaux sont faits concernant l'entretien du château qui se détériore. En 1477, le parlement du Dauphiné demande à Étienne du Chatel de s'expliquer pour le manque d'entretien et l'état de délabrement du château. Au XVIIe siècle, il apparaît complètement ruiné. Son emplacement est encore visible grâce aux fondations toujours existantes.
L'église de Rovon serait la plus ancienne du canton de Vinay. Elle est déjà citée en 1110 lorsqu'Hugues, évêque de Grenoble, fait rédiger la liste des églises du diocèse. On parle alors d'Ecclesia Rovone. Dès 1204, l'église de Rovon est une possession de l'abbaye de Montmajour, influente dans la région. Parmi les possessions de l'abbaye, on retrouve également la mention du castrum de Rovon. Pour Frédéric Mérit, il s'agit de la domination sur le bourg fortifié de Rovon.

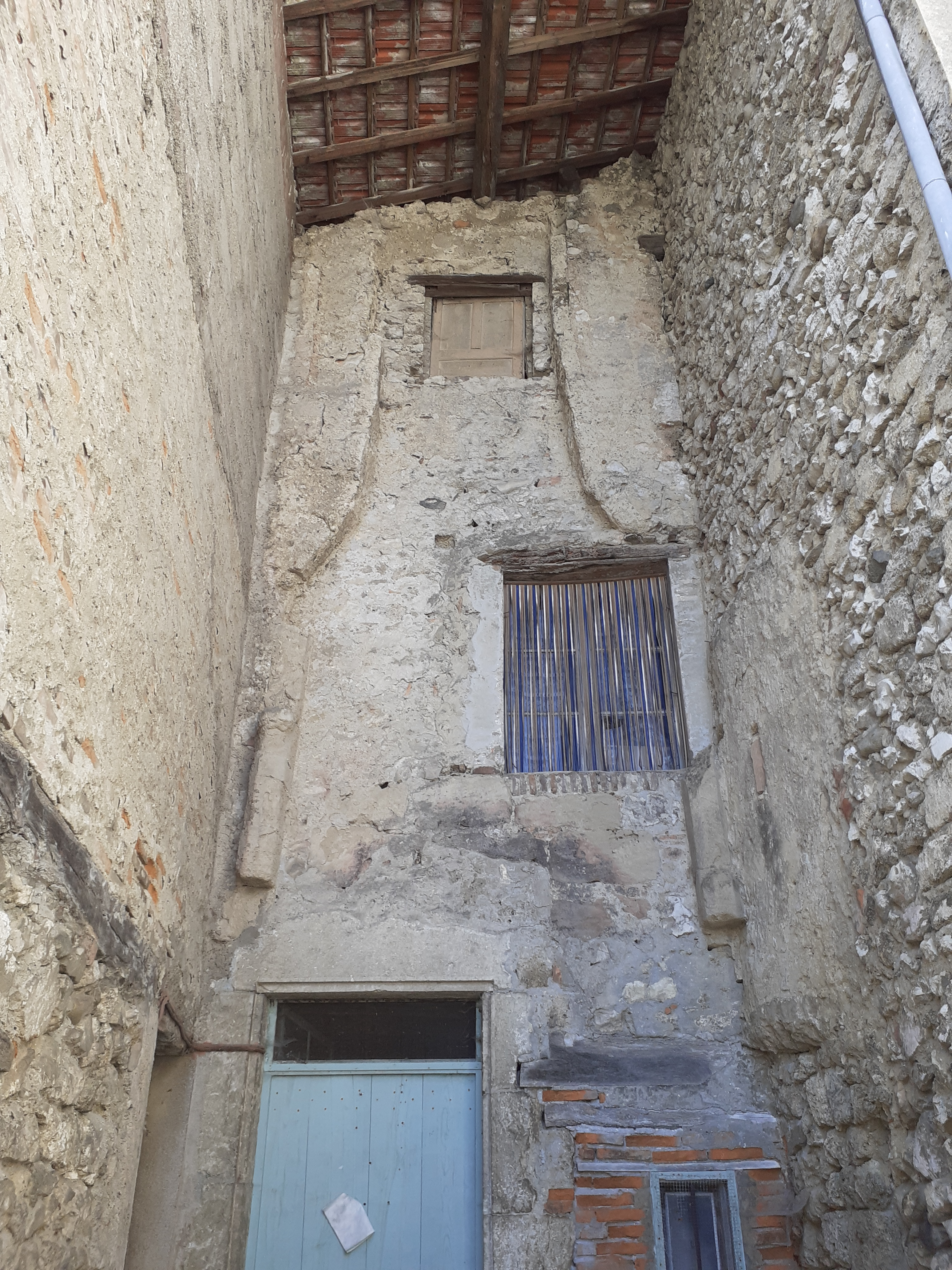
Vestige de la cheminée de la maison Huboud.

Au Moyen Âge, le village de Rovon est un bourg fortifié avec une muraille de plus de 100 m et surmonté d'un « alloir ». Des vestiges de ce mur sont toujours visibles dans le village. Il existe deux portes pour entrer dans le village, la principale menant à Saint-Gervais.
Pour le reste, le village est composé, dans le bourg, d'une dizaine d'habitations dont deux maisons fortes importantes : celles de la famille de Guigues Huboud qui protégeait l'entrée principale et le pont levis ainsi que celle du Guillaume Bottut. Des vestiges du Moyen Âge sont toujours visibles notamment une cheminée de la maison Huboud et une porte du XIVe siècle pour la maison Bottut.
Le terrier de 1470 permet d'estimer la population du village entre 50 et 70 habitants. Ce même document fait apparaître des classes sociales aisées : de nombreuses familles disposent de plusieurs habitations et bâtiments dans le village.

### Temps modernes
Le village de Rovon a été marqué par les guerres de Religion. Pendant cette période de troubles, l'église va être abandonnée et en partie détruite. À la suite des guerres de Religion, l'église va subir un programme d’embellissement. C'est sans doute à cette occasion que seront peintes les fresques dans l'abside de l'église. Le clocher fut reconstruit en 1686. En 1831, elle sera à nouveau agrandie et son plan modifié notamment la porte d'entrée.
Il est à noter qu'un Rovonnais célèbre, François Morel, avocat au Parlement de Grenoble, fut inhumé sous la nef en 1666. Les autres inhumations se faisaient à côté de l'église dans le cimetière du Moyen Âge. Des fouilles archéologiques ont été menées en 2017 et ont permis de mettre au jour plusieurs sépultures de l'époque moderne. Les archéologues ont découvert dans plusieurs tombes des récipients qui attestent de pratiques funéraires semblables à celles de certains lieux en Savoie et en Suisse. Cette découverte constitue l'exemple le plus méridional connue à ce jour pour l'époque moderne.

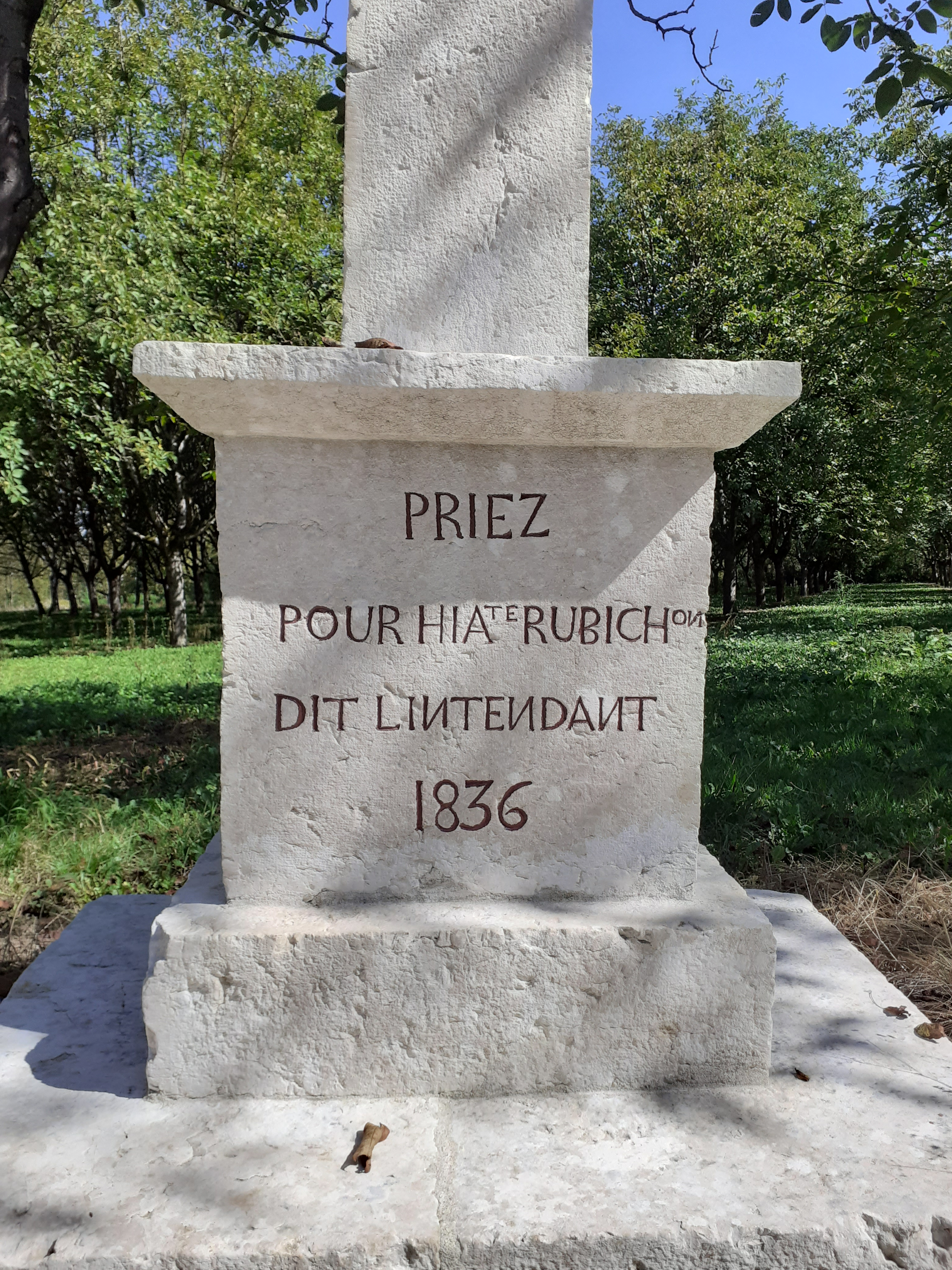
Croix de chemin d'Hyacinthe Rubichon (détail)

Pendant cette période, plusieurs croix de chemin sont érigées dans le village de Rovon. La plus ancienne date du XVIe siècle et était utilisée lors de processions, notamment la fête des Rameaux. Plusieurs croix ont été élevées à Rovon, la plus grande partie au XIXe siècle. Il est à noter que Hyacinthe Rubichon est le commanditaire de deux de ces croix. Ce cultivateur rovonais a été très actif dans la vie de la commune à la fin du XVIIIe siècle. Probablement chargé de récolter la taille, il sera nommé commissaire de la commune de Rovon lors de la vente de biens lors de la Révolution.
La Révolution touche assez modestement le village de Rovon. Les archives révolutionnaires ne font état d’aucun noble émigré domicilié à Rovon. Seuls les biens que possédait Aloix Herculais, situés à Rovon ont été adjugés aux enchères le 28 Brumaire an III. Les biens appartenant à l'église ont également été saisis et vendus aux enchères à savoir 8 lots hérités des biens de la cure de Rovon. De plus, les objets à l’usage du culte sont directement saisis dans l’église de Rovon à savoir : un calice et sa patène, un ciboire, un ostensoir, une ampoule à trois boites rondes et une petite custode.
La commune de Rovon est connue pour sa carrière de calcaire très pur, l'apparentant au marbre et réputé résister à l'eau de mer. La pierre de Rovon est ainsi exportée vers d'autres régions, notamment afin de servir à des aménagements portuaires. Cette pierre est également utilisée dans la construction de l'église de la Madeleine à Paris (mais cependant, malgré ce que prétend une légende persistante citée par des sources erronées, ne constitue pas le socle de la statue de la Liberté à New York, qui est en fait constitué de béton et de granit provenant du Connecticut). De nombreux habitants du village se spécialisèrent dans la taille de la pierre et une voie communale, le Chemin des Tailleurs de Marbre, leur rend hommage aujourd'hui. Un certain Pierre Veysselier, tailleur de pierre, fonda ainsi une famille à Rovon en 1638. La carrière de calcaire a cessé son activité en 1914.

### Époque contemporaine
L'histoire contemporaine du village de Rovon est notamment marquée par les deux guerres mondiales. Comme partout en France, plusieurs habitants sont mobilisés pour servir sous les drapeaux lors de la Première Guerre mondiale. 17 d'entre eux ne reviendront pas et leur nom figure aujourd'hui sur le monument aux morts.
Pendant la Seconde Guerre mondiale, le village de Rovon sera le témoin de plusieurs événements notamment l'assassinat de Jean Guibout, 20 ans, le 29 juillet 1944.
Jean Guibout, originaire de Romans, fait partie des résistants qui rejoignent le Vercors pendant l'été 1944. Entre juin et juillet, Guibout participe à la construction du terrain d’aviation de Vassieux.

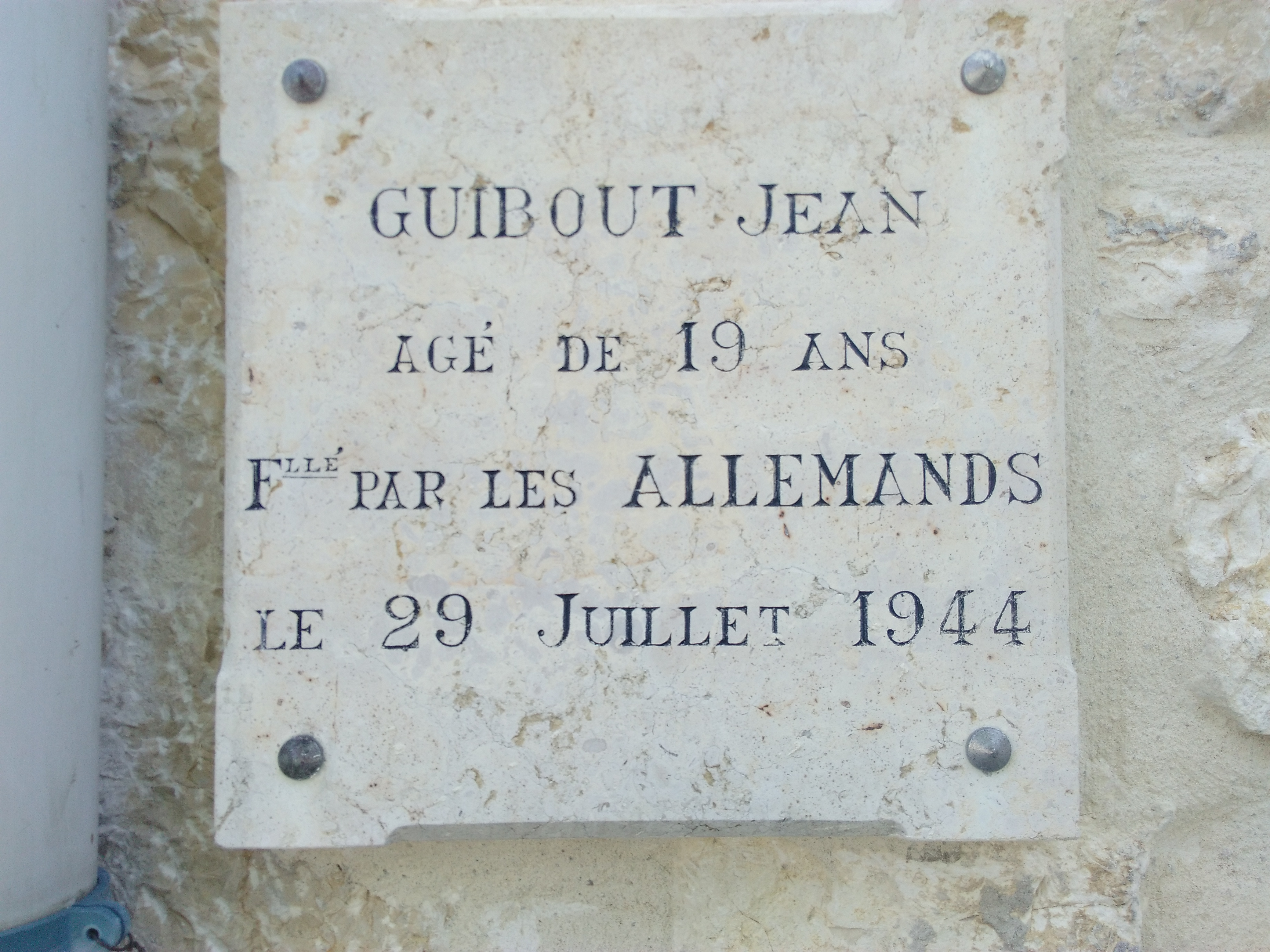
Plaque en hommage à Jean Guibout sur la place du village.

Lorsque l'ordre de dispersion est annoncé, Guibout s'associe à un groupe de jeunes originaires de Romans. Le groupe va errer sur le plateau du Vercors se trompant de direction avant d'arriver vers Saint-Pierre-de-Cherennes. Le 29 juillet, le groupe se divise : Guibout décide de continuer seul et préfère rejoindre des cousins à Rovon plutôt que de rentrer à Romans. Une fois descendu du Vercors, Jean Guibout est arrêté par les Allemands à l’entrée du village de Rovon et fusillé sur la place publique.
À l'automne 1944, Henriette et Henri Julien, originaires de Marseille et impliqués dans le sauvetage de plusieurs enfants juifs pendant la Seconde Guerre mondiale, trouvent refuge à Rovon où ils sauveront plusieurs enfants juifs de la région.
Cette histoire va inspirer le réalisateur Jacques Fansten pour la réalisation de son film Les Enfants de la République dont plusieurs scènes sont tournées à Rovon.
Le 25 juillet 2024 vers 19 h, la carrière du Lignet, située sur les flancs du coteau d'Artets (hameau du Lignet), à la limite des territoires des communes de La Rivière, Saint-Gervais et de L'Albenc), subit un éboulement de grande ampleur,. Tout un pan de la montagne s'écroule en contrebas. La route départementale RD1532, qui voit passer en moyenne 7 000 véhicules par jour, se retrouve ensevelie sous plusieurs mètres de roches. Les premières estimations évoquent des dizaines de milliers de mètres cubes écroulés. D'après le responsable de la carrière, aucun employé ne se trouvait sur place au moment de l'éboulement. Aucune disparition n'a été signalée le soir de la catastrophe.

## Politique et administration

### Administration municipale

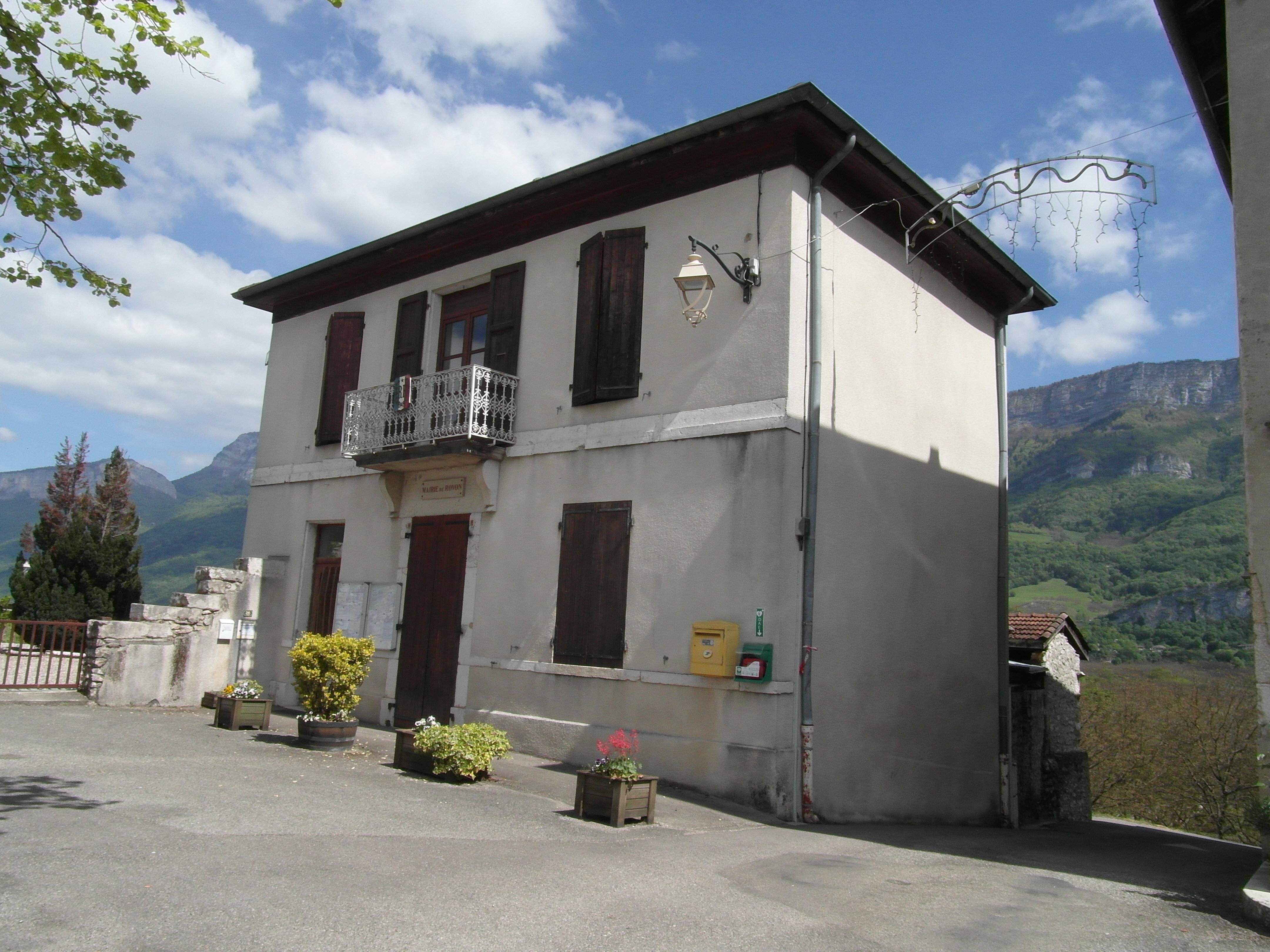
mairie de Rovon

En 2020, le conseil municipal est composé de quinze membres, dont un maire, trois adjoints au maire et onze conseillers municipaux.

### Tendances politiques et résultats

#### Scrutins locaux
Les élections de 2014 ont conduit Béatrice Génin à être désignée comme maire de la commune par le nouveau conseil municipal. Celle-ci a été reconduite dans ses fonctions en 2020.

### Liste des maires
| Période                                  | Période  | Identité          | Étiquette | Qualité                       |
| ---------------------------------------- | -------- | ----------------- | --------- | ----------------------------- |
| 1831                                     | 1860     | Pochin La Bruyère |           |                               |
| 1860                                     | 1882     | Jean Dherbey      |           |                               |
| 1882                                     | 1884     | Félicien Terrot   |           |                               |
| 1884                                     | 1892     | Joseph Michel     |           |                               |
| 1892                                     | 1895     | Pierre Michel     |           |                               |
| 1895                                     | 1900     | Eugène Mazuit     |           |                               |
| 1900                                     | 1912     | Félicien Terrot   |           |                               |
| 1912                                     | 1919     | Joseph Mazuit     |           |                               |
| 1919                                     | 1929     | Henri Drevon      |           |                               |
| 1929                                     | 1935     | Jean Michel       |           |                               |
| 1935                                     | 1944     | Henri Drevon      |           |                               |
| 1944                                     | 1947     | Édouard Repellin  |           |                               |
| 1947                                     | 1977     | Adrien Rambert    |           |                               |
| 1977                                     | 1978     | Henri Meneroud    |           |                               |
| 1978                                     | 1983     | Henri Caitiei     |           |                               |
| 1983                                     | 2008     | Claude Dherbey    |           |                               |
| 2008                                     | En cours | Béatrice Genin    |           | Cadre de la fonction publique |
| Les données manquantes sont à compléter. |          |                   |           |                               |

## Population et société

### Démographie
L'évolution du nombre d'habitants est connue à travers les recensements de la population effectués dans la commune depuis 1793. Pour les communes de moins de 10 000 habitants, une enquête de recensement portant sur toute la population est réalisée tous les cinq ans, les populations de référence des années intermédiaires étant quant à elles estimées par interpolation ou extrapolation. Pour la commune, le premier recensement exhaustif entrant dans le cadre du nouveau dispositif a été réalisé en 2008.

En 2022, la commune comptait 613 habitants, en évolution de +0,49 % par rapport à 2016 (Isère : +3,07 %, France hors Mayotte : +2,11 %).
| 1793 | 1800 | 1806 | 1821 | 1831 | 1836 | 1841 | 1846 | 1851 |
| ---- | ---- | ---- | ---- | ---- | ---- | ---- | ---- | ---- |
| 504  | 521  | 550  | 514  | 560  | 601  | 592  | 633  | 625  |

| 1856 | 1861 | 1866 | 1872 | 1876 | 1881 | 1886 | 1891 | 1896 |
| ---- | ---- | ---- | ---- | ---- | ---- | ---- | ---- | ---- |
| 530  | 605  | 601  | 501  | 507  | 466  | 461  | 440  | 409  |

| 1901 | 1906 | 1911 | 1921 | 1926 | 1931 | 1936 | 1946 | 1954 |
| ---- | ---- | ---- | ---- | ---- | ---- | ---- | ---- | ---- |
| 385  | 374  | 346  | 329  | 344  | 321  | 354  | 332  | 325  |

| 1962 | 1968 | 1975 | 1982 | 1990 | 1999 | 2006 | 2008 | 2013 |
| ---- | ---- | ---- | ---- | ---- | ---- | ---- | ---- | ---- |
| 309  | 262  | 274  | 310  | 424  | 532  | 578  | 591  | 601  |

| 2018 | 2022 | - | - | - | - | - | - | - |
| ---- | ---- | - | - | - | - | - | - | - |
| 609  | 613  | - | - | - | - | - | - | - |

### Enseignement
Rattaché à l'académie de Grenoble (zone A), le village de Rovon possède une école primaire allant du CP au CE1, école qui accueille les enfants de quatre communes (RPI): Saint-Gervais, Malleval, Cognin-les-gorges, Rovon.

### Équipement sanitaire et social
La commune de Rovon possède un cabinet infirmier.
L'établissement hospitalier le plus proche de la commune est situé à Vinay.

### Équipement et clubs sportifs
Le village de Rovon dispose d'un terrain de basket sur goudron à proximité de la salle des fêtes, de jeux pour enfants à côté de la mairie et d'un terrain de football, un autre de pétanque et une table de ping-pong voisinant le cimetière.
Il est également possible de faire du canyoning au départ de Rovon dans le Canyon des Écouges.

### Médias

#### Presse écrite
Historiquement, le quotidien à grand tirage Le Dauphiné libéré consacre, chaque jour, y compris le dimanche, dans son édition du Sud Grésivaudan, un ou plusieurs articles à l'actualité de la ville, ainsi que des informations sur les éventuelles manifestations locales, les travaux routiers, et autres événements divers à caractère local.

#### Presse audiovisuelle
Ici Isère est la radio publique qui émet sur son territoire ainsi que dans tout le département de l'Isère.

### Cultes
La communauté catholique et l'église de Rovon (propriété de la commune) sont rattachées à la paroisse Saint-Joseph-des-deux-rives, elle-même rattachée au diocèse de Grenoble-Vienne.

## Économie

### Activités agricoles

#### La Noix de Grenoble

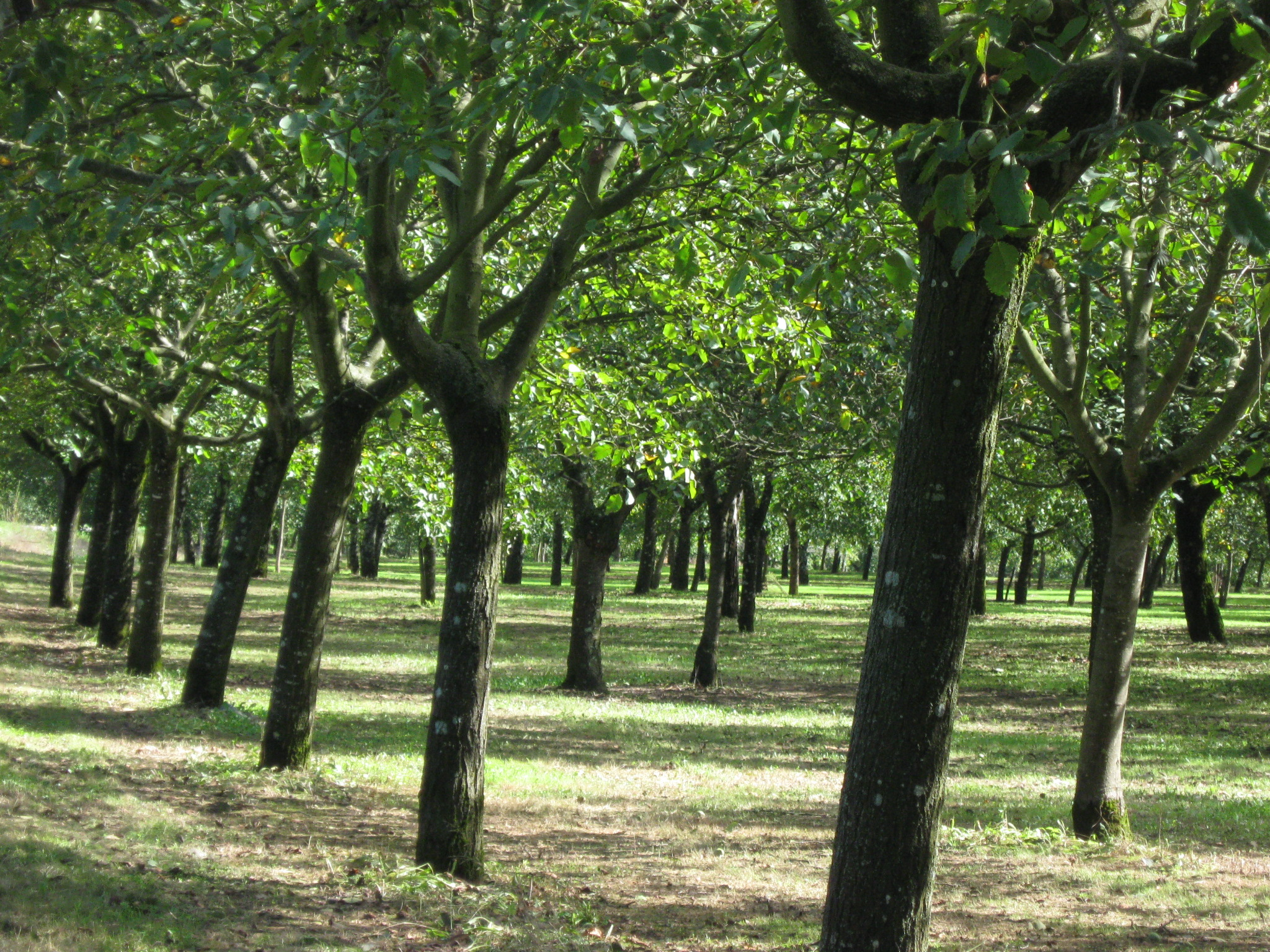
Une noyeraie

Situé dans l'aire de l'appellation d'origine contrôlée (AOC) et de l'appellation d'origine protégée (AOP dans l'Union Européenne) noix de Grenoble, le village de Rovon comprend un certain nombre de producteurs de noix. Cette culture a cependant été très touchée par la tempête des 7 et 8 novembre 1982, qui a détruit plus de mille noyers dans la région du sud-Grésivaudan, mais depuis l'activité a repris et reste la principale activité agricole de la vallée.

### Entreprises et commerces
Rovon abritait en 2015 un nombre de trente-trois entreprises, dont treize commerces et entreprises de services aux personnes. Il s'agit d'artisans allant du charpentier à l'électricien, au carreleur ou lié à la réparation automobile.

## Culture locale et patrimoine

### Lieux et monuments
Une association locale dédiée au patrimoine, Rovon Patrimoine, s'attache à mettre en valeur le patrimoine du village notamment par la restauration des croix de chemins du village mais aussi par la publication de documents dont une brochure de promenade à la découverte des lieux d'intérêts du village.

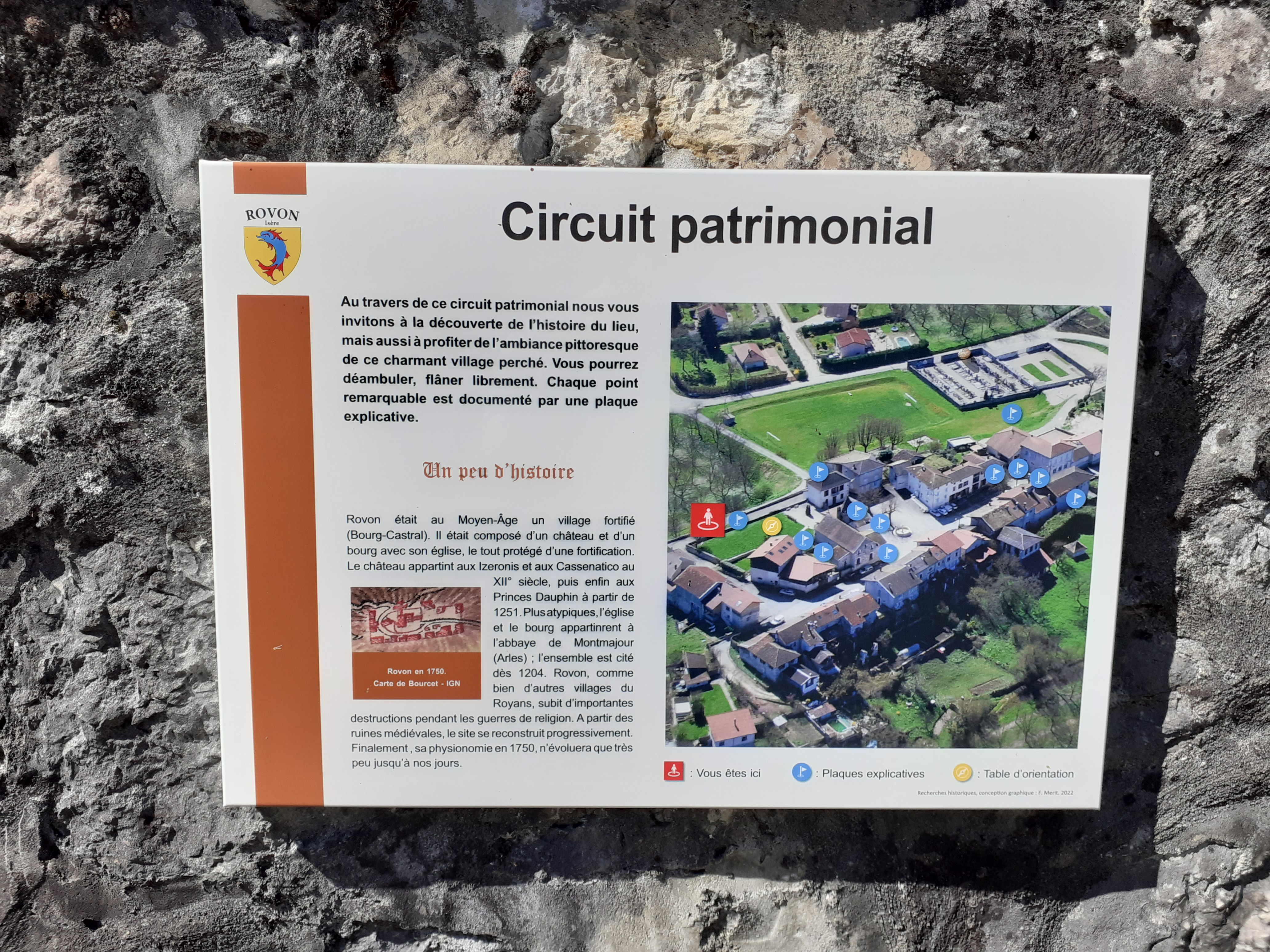
Parcours patrimonial de Rovon.

En 2023, la commune a mis en place des cartels d'informations à proximité des différents sites patrimoniaux du village. Un circuit patrimonial a été mis en place à cette occasion.
Plusieurs lieux d'intérêts se trouvent sur la commune de Rovon, parmi lesquels :
- Le monument aux morts de la Première et Seconde Guerre mondiale édifié en 1920.
- Sept croix de chemins, disséminées dans divers endroits du village, la plus ancienne datant du XVIIe siècle. Ces croix de chemins ont fait l'objet d'une publication par Frédéric Mérit en 2022.

Quelques croix de chemin du village
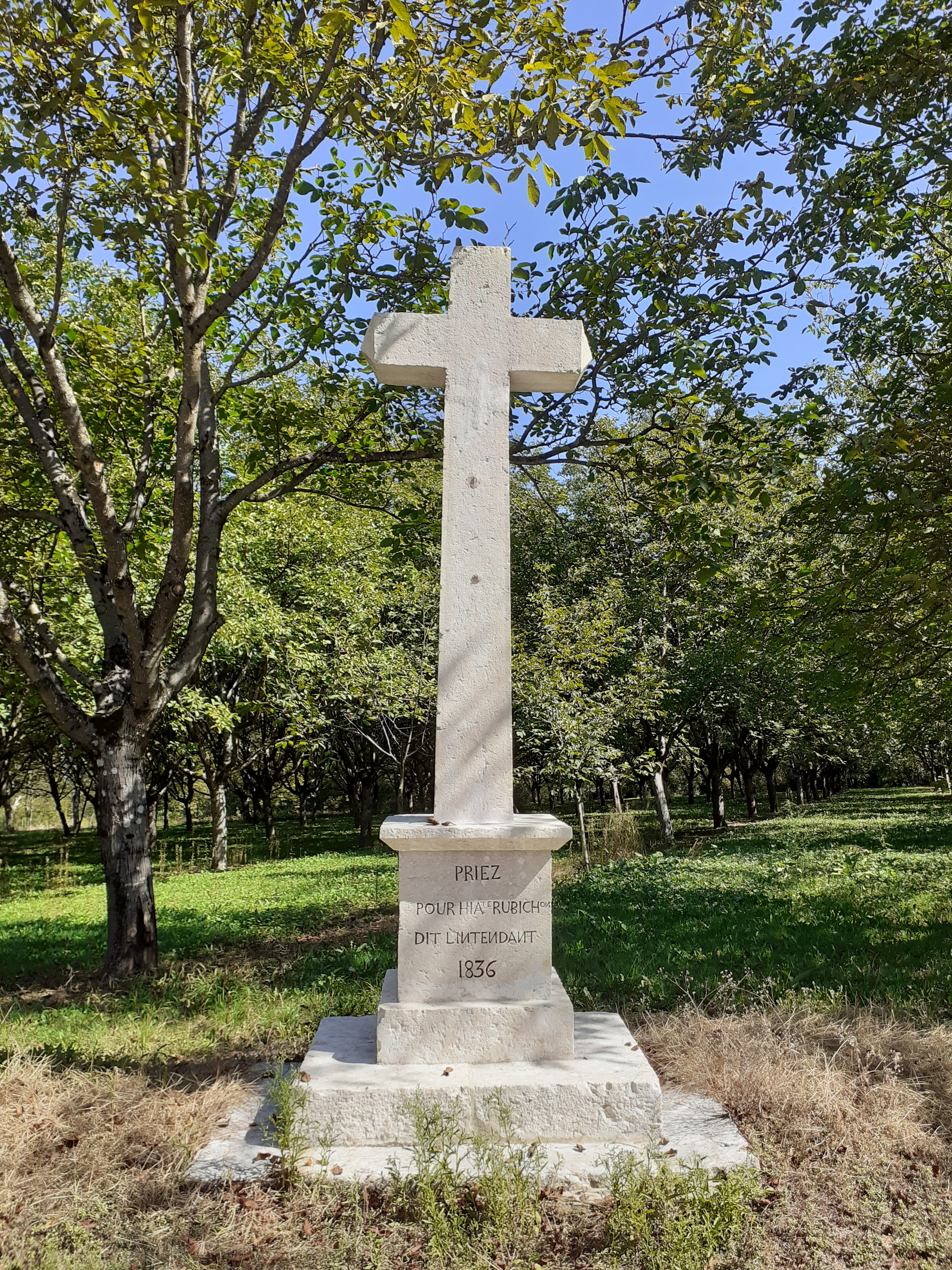
Croix de chemin d'Hyacinthe Rubichon.
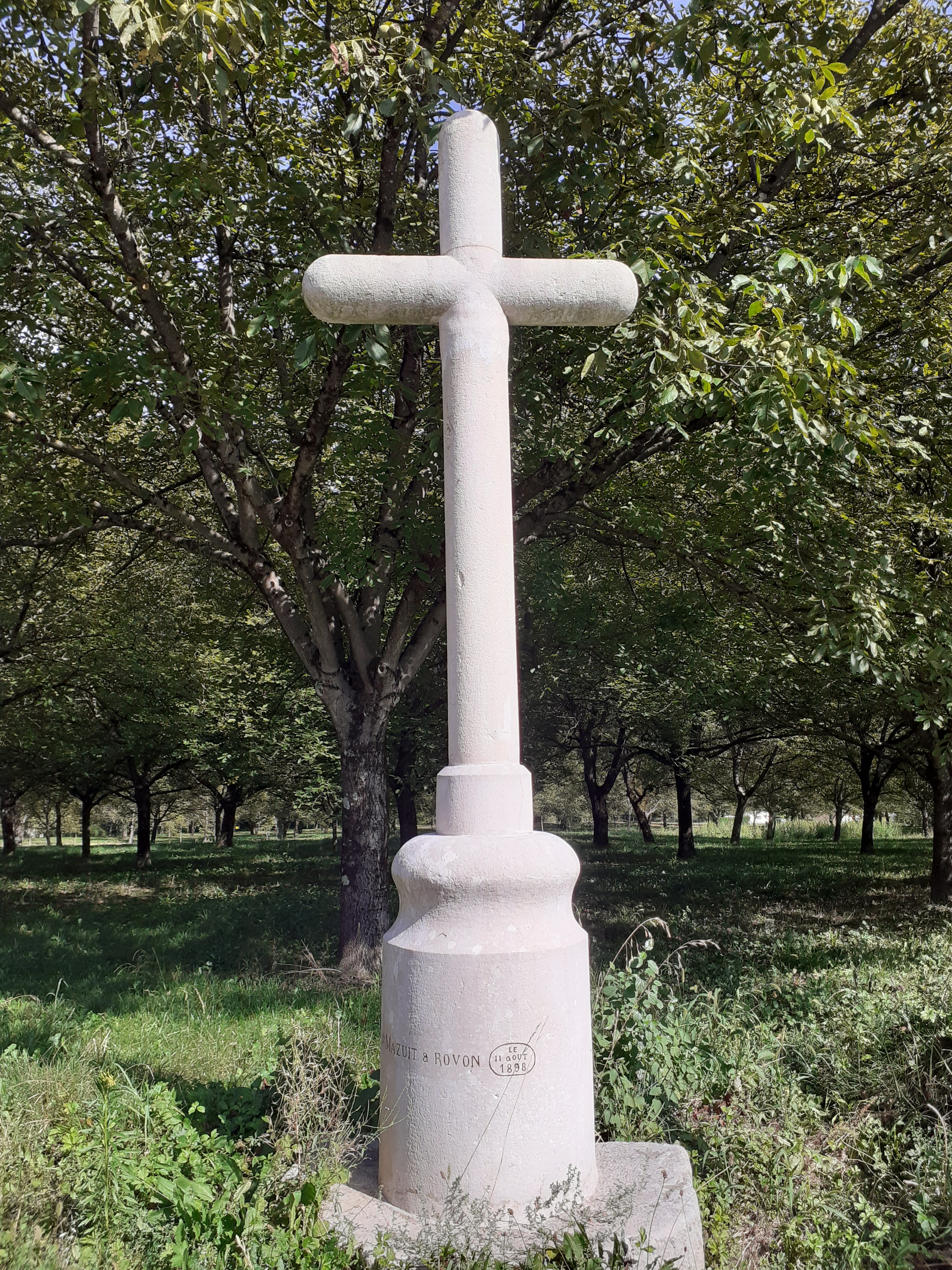
Croix de Joseph Mazuit.
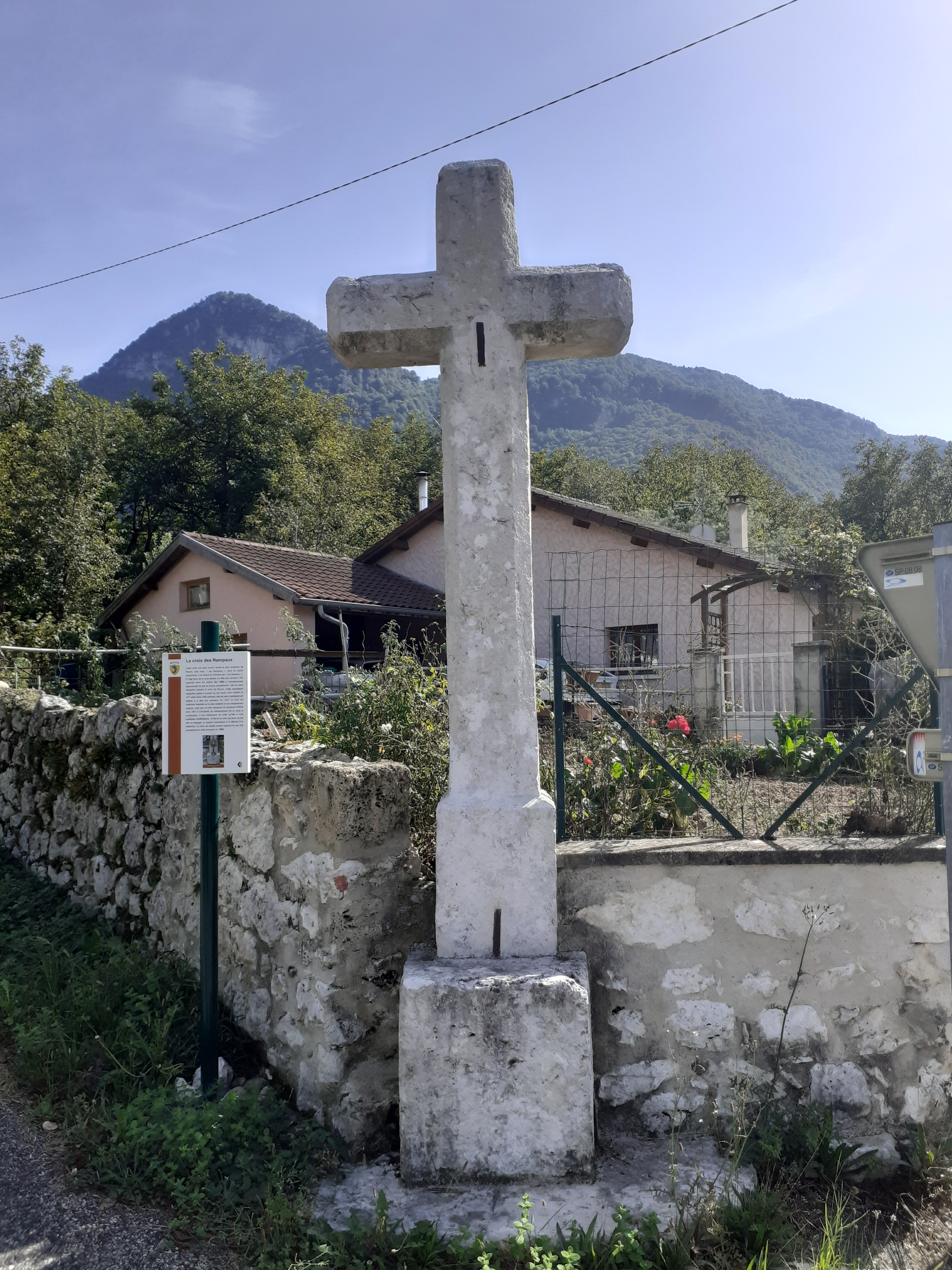
Croix utilisée lors de la fête des Rameaux.
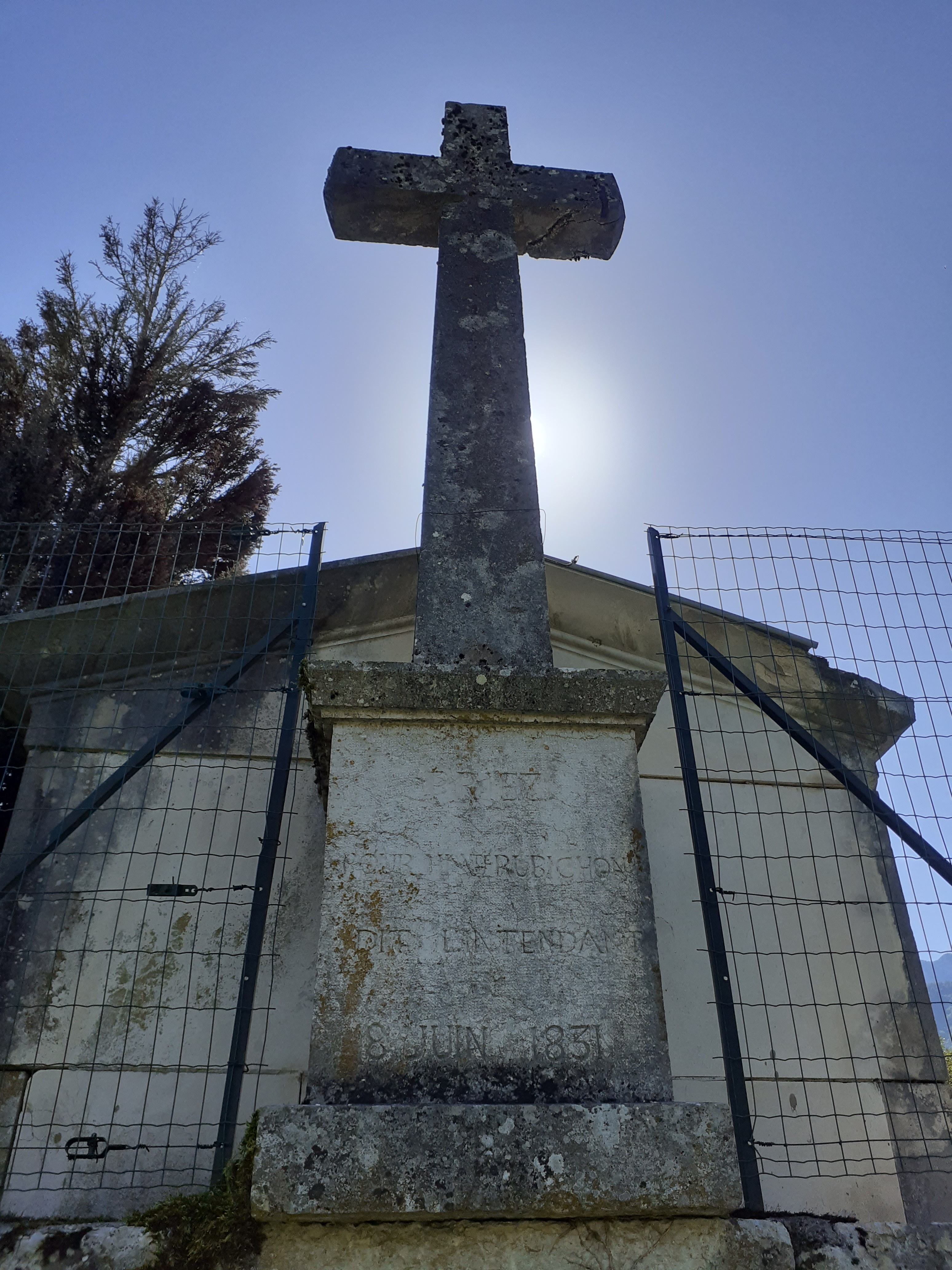
Croix sur le cimetière du village.

- La fontaine sur la place du village datant de 1864 et construite à l'initiative d'habitants du village.
- Le lavoir datant de 1869.Porte médiévale de la maison Botut.

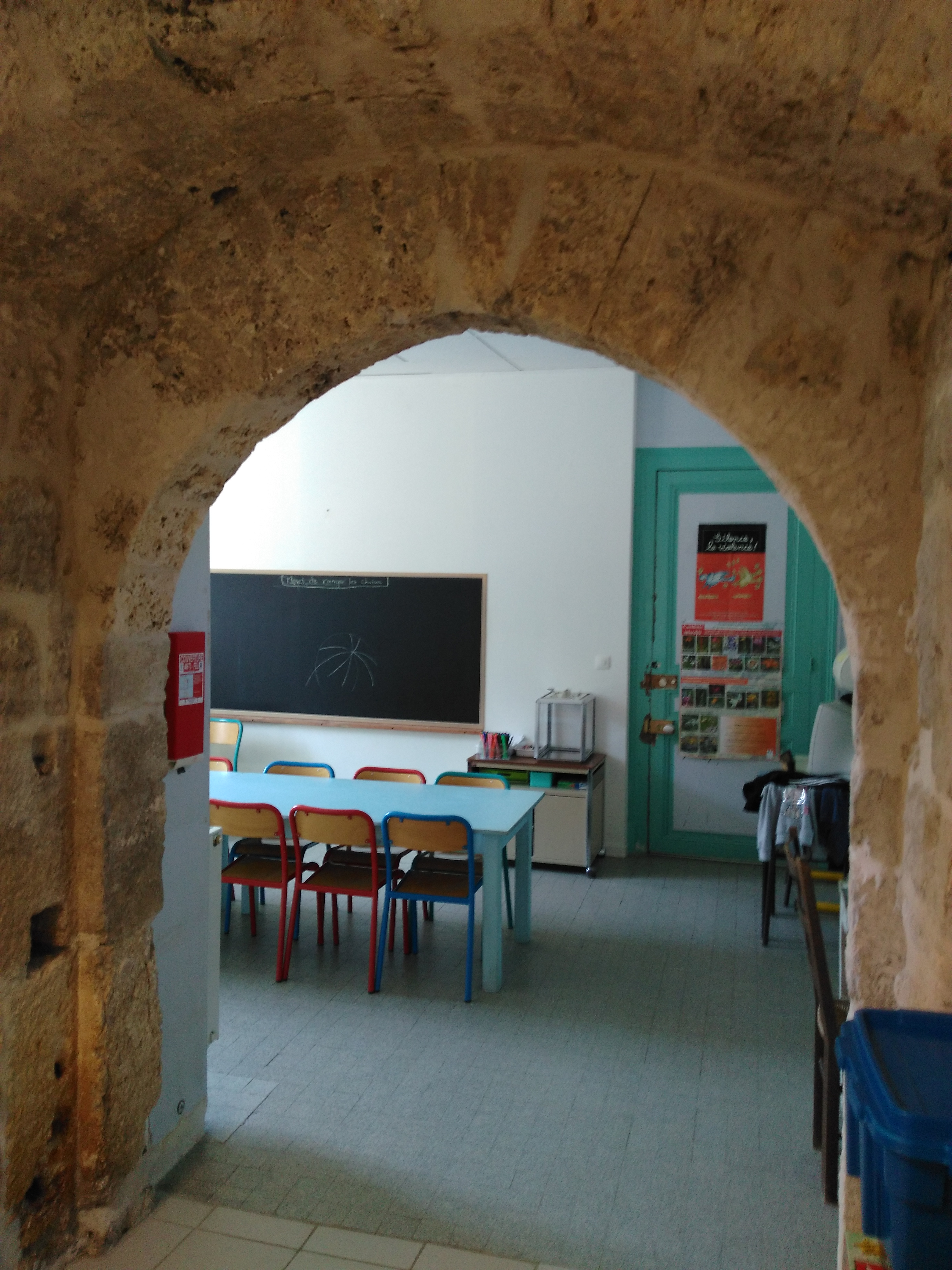
Porte médiévale de la maison Botut.

- Les vestiges d'une porte médiévale située dans l'école primaire actuelle. Elle faisait partie de la maison forte de la famille Botut et a été redécouverte en 2016[48].
- L'église paroissiale Saint-Pierre,  citée depuis le XIIe siècle et datant de 1535 et de 1686 pour son clocher. Elle a été remaniée au XIXe siècle notamment avec une entrée latérale et l'ajout de peintures dans le chœur de l'église. Depuis, ces peintures ont été recouvertes d'une peinture blanche mais sont encore visibles sur des photos anciennes. Depuis quelques années, un programme de sondage a permis de révéler à nouveau l'ensemble des peintures dans l'abside datant du XVIe siècle. Les fouilles archéologiques de 2017 dans le cimetière médiéval adjacent ont permis de découvrir des tegulae d'époque gallo-romaine et des fragments de céramique du Xe siècle laissant supposer une occupation ancienne. Une cure est attenante à l'église et comporte des parties du XVIIe au XXe siècle. En 2023, l'église a été inscrite aux monuments historiques.
- La carrière du village dont est extrait une pierre calcaire utilisée pour plusieurs monuments célèbres.
- Les vestiges d'un ancien mur de fortification du village.
- Deux anciennes fermes du XIXe siècle avec séchoir à noix, caractéristiques de la région.

Quelques monuments de Rovon
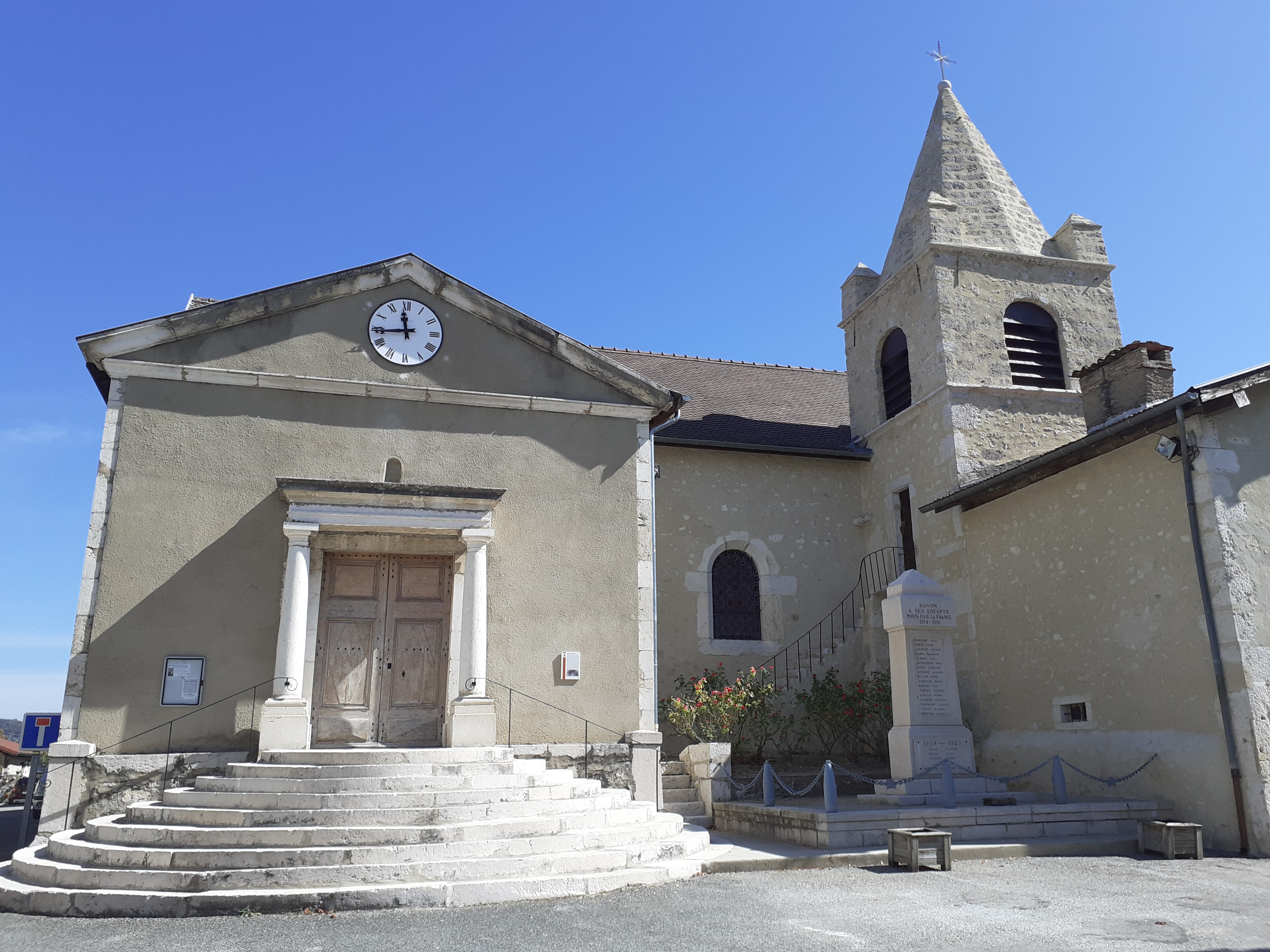
L'église et le monument aux morts.
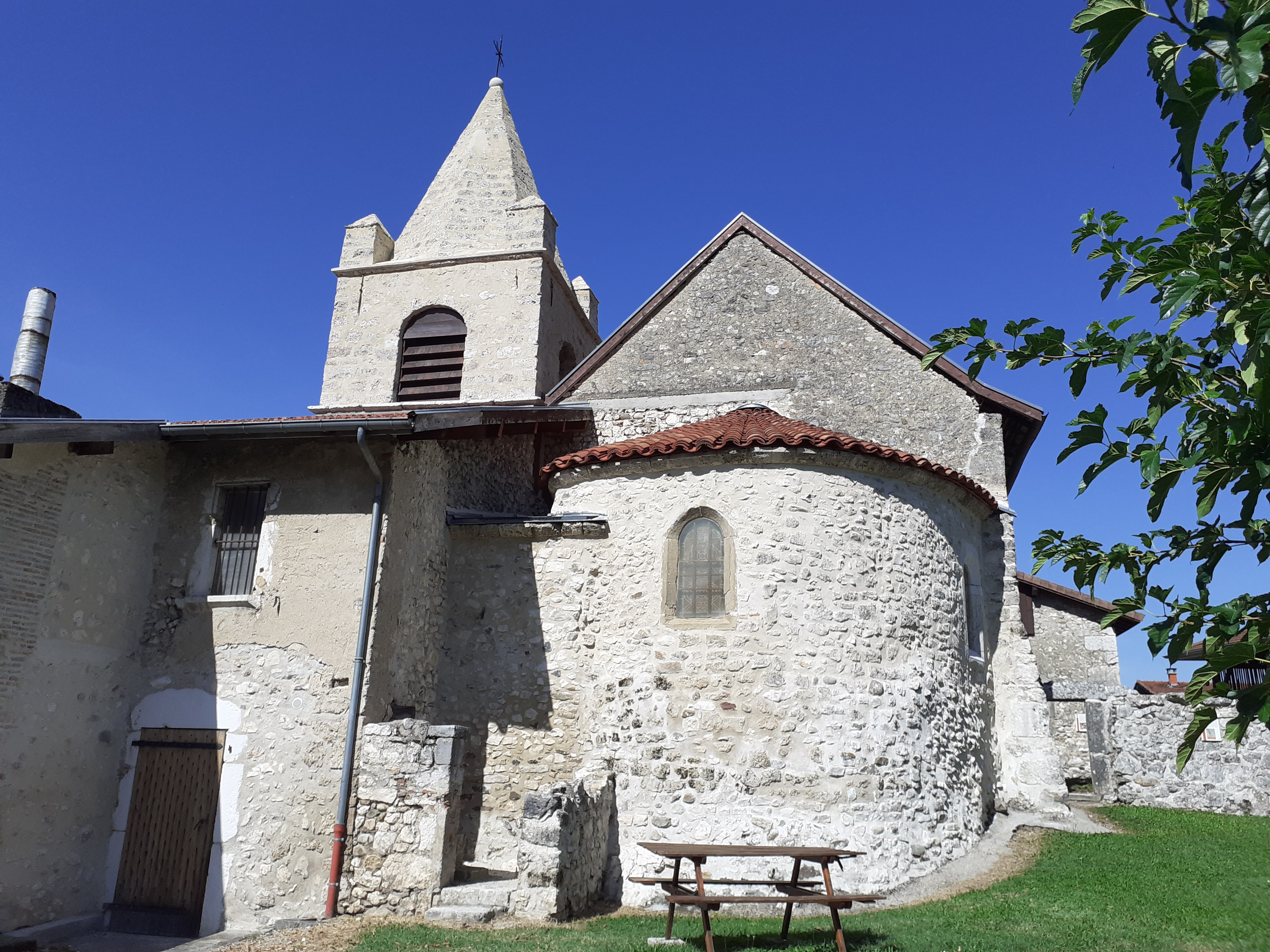
Vue à l'arrière de l'église.
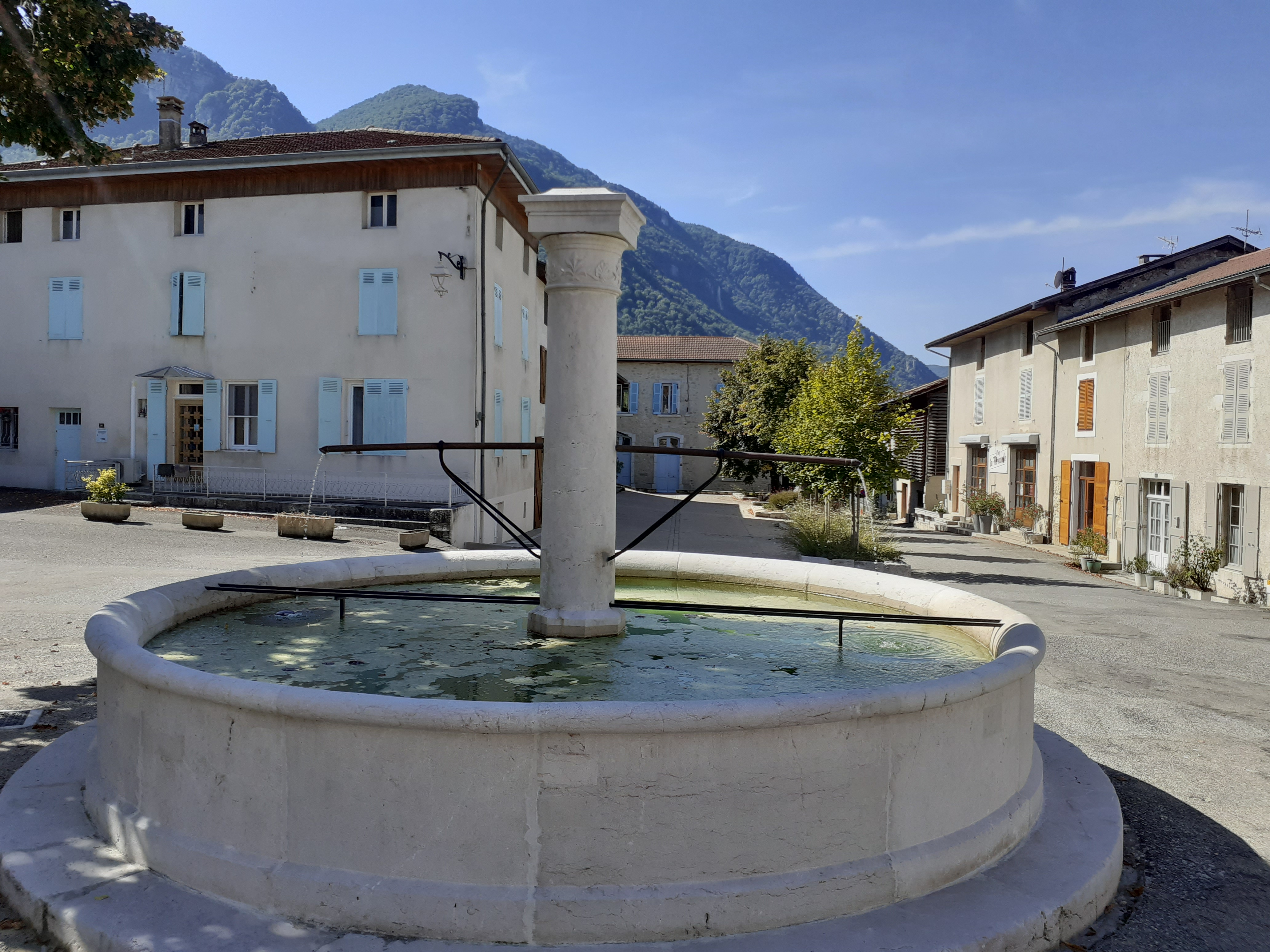
La fontaine sur la place du village.
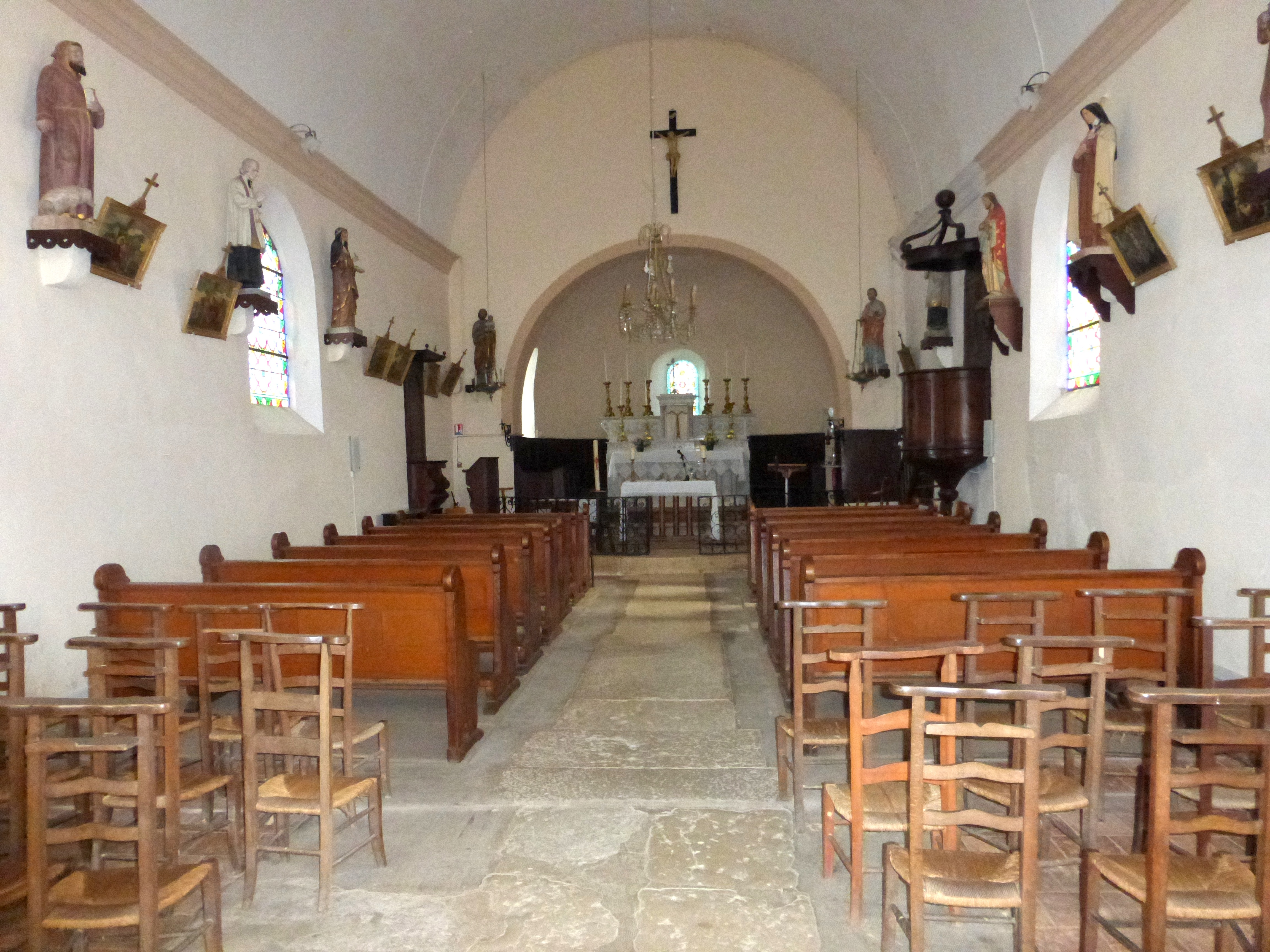
Intérieur de l’église avant redécouverte des peintures murales.
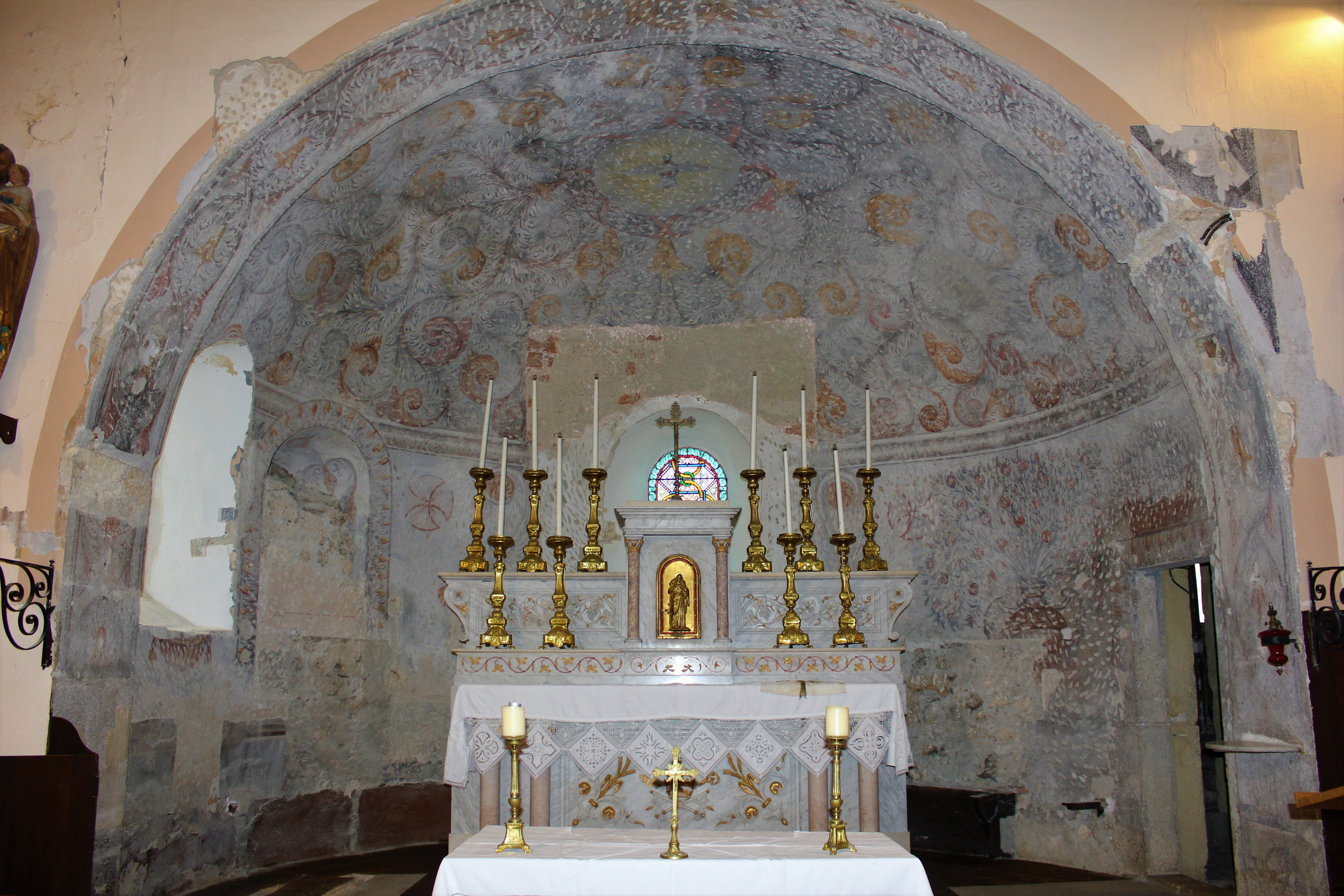
Vue intérieure de l'église après redécouverte des peintures en 2021.
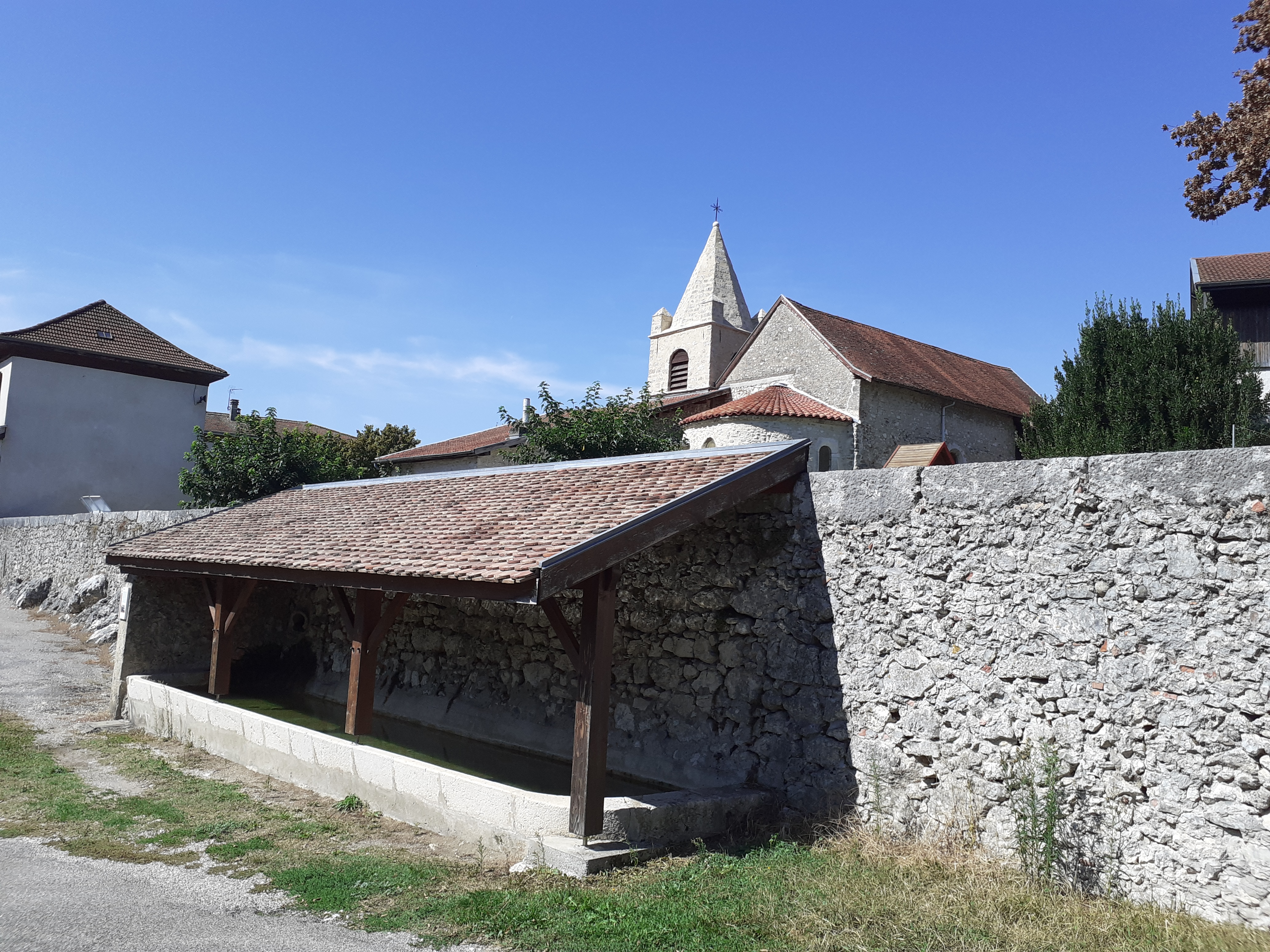
Ancien lavoir.
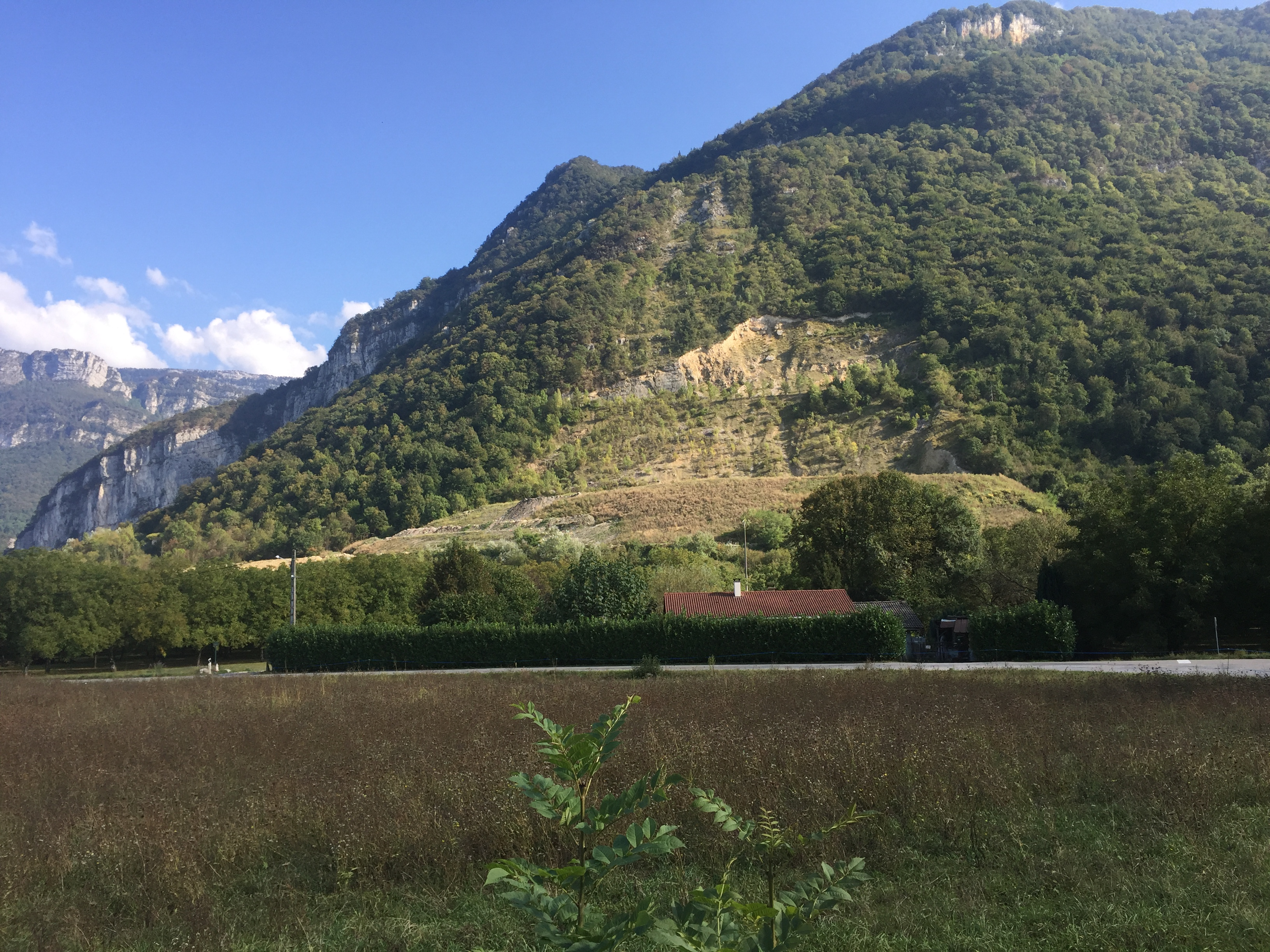
La carrière de Rovon.

### Vie locale et festivités
Les festivités à Rovon sont bien souvent associés à la fête du
village. On trouve trace de ces fêtes du village depuis le XIXe siècle. C'est souvent l'occasion de se retrouver autour d'un tournoi de pétanque ou d'animations. Au début des années 2010, la fête du village se déroulant à la fin du mois de juin se transforme en fête médiévale. De nos jours, elle est revenue à un aspect plus traditionnel avec tournoi de football et buvette.
La vie locale s'anime également autour d'un café "Chez la Fernande" remis en fonctionnement par la commune et qui accueille des spectacles culturels.

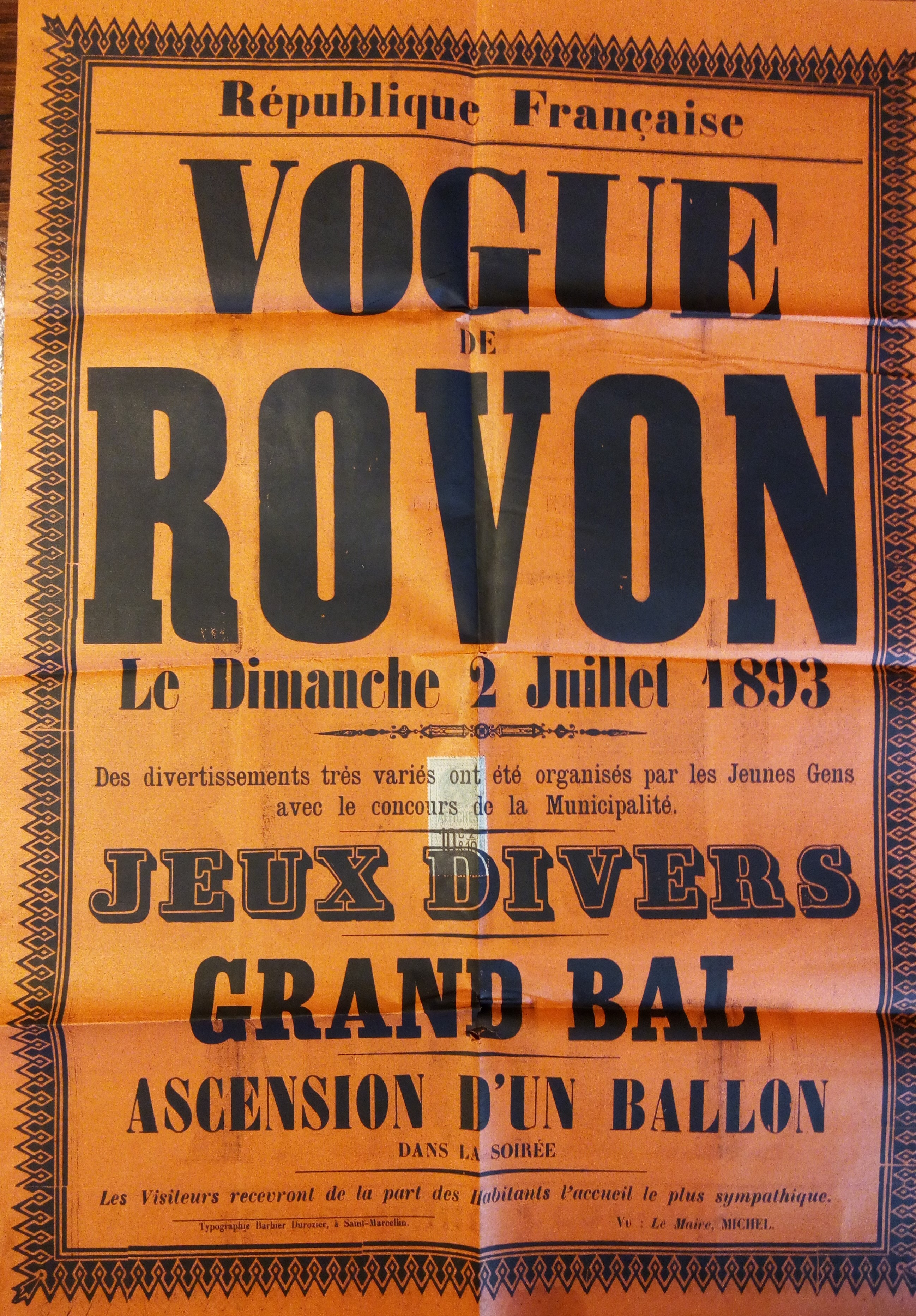
Affiche de la vogue de Rovon du 2 juillet 1893, archives de la commune.
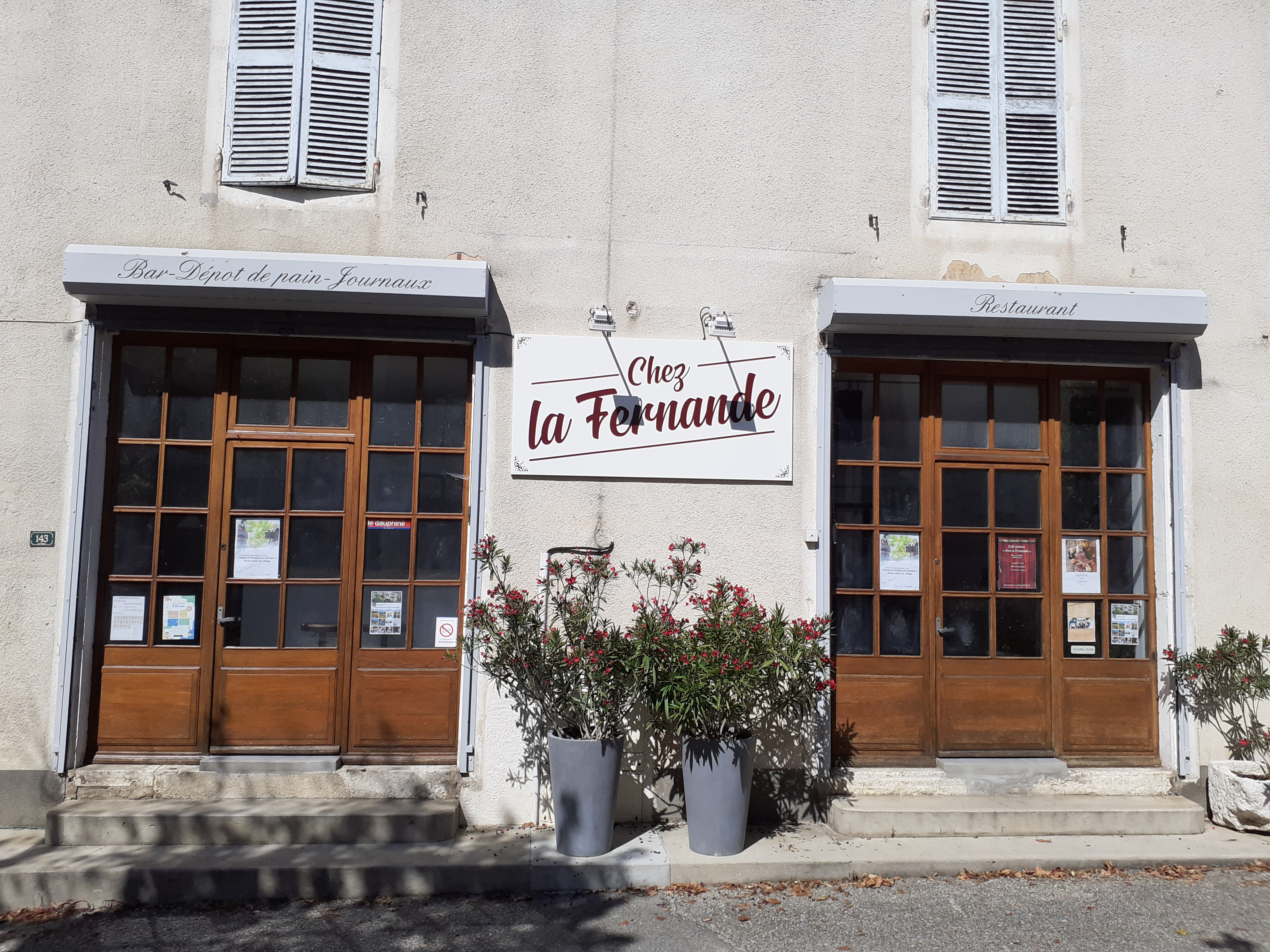
Le café "Chez la Fernande".

### Patrimoine naturel

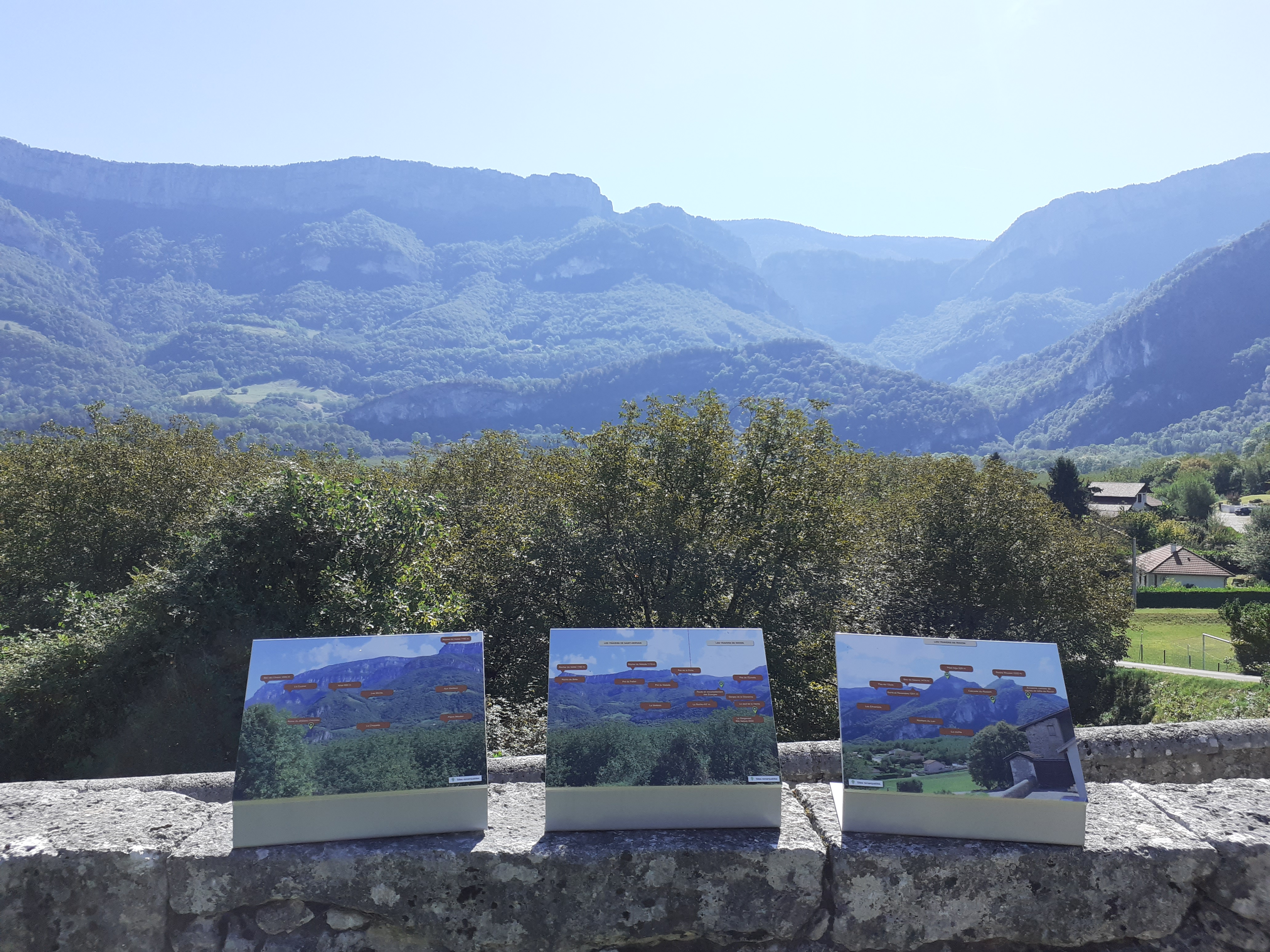
Table d'orientation.

Le site du Canyon des Écouges, en lisière du massif du Vercors, est partagé avec la commune de Saint-Gervais.

### Héraldique, logotype et devise
| Blason de Rovon | Blason  | D'or au dauphin d'azur, crêté, barbé, loré, peautré et oreillé de gueules. |
| Blason de Rovon | Détails | Le statut officiel du blason reste à déterminer.                           |